# Segona Guerra Mundial
La Segona Guerra Mundial va ser un conflicte bèl·lic que va implicar la majoria de les nacions del món, incloent-hi totes les grans potències, organitzades en dues aliances militars: els aliats i les potències de l'Eix. La guerra va implicar uns 100 milions de militars i fou causa de la mort d'entre 50 i 60 milions de persones, la major part civils, el 3% de la població mundial de l'època; esdevingué així el conflicte més mortífer de la història humana i el primer (i per ara únic) en què es van usar armes nuclears.
Va ser el conflicte armat més gran de la història i s'estima que va tenir un cost, en diners i en recursos, major que totes les altres guerres juntes. Posteriorment al conflicte es van formar les Nacions Unides per prevenir altres conflictes com aquest. La Unió Soviètica i els Estats Units van sortir de la guerra com les grans superpotències del món, la qual cosa va provocar la Guerra Freda, que va durar 45 anys.
Prop de la meitat de les víctimes de la guerra foren ciutadans de la Unió Soviètica, el país que va patir la principal agressió de l'Alemanya nazi, que també dugué a terme la persecució i extermini de minories europees com la jueva, que fou víctima d'un holocaust de prop de 6 milions de morts.

## Resum del conflicte
Tot i que l'Imperi del Japó ocupava part de la Xina des de 1931 i que des del 7 de juliol de 1937 hi havia una guerra declarada entre els dos països, generalment es considera que el conflicte va començar l'1 de setembre de 1939 amb la invasió alemanya de Polònia i les declaracions subsegüents de guerra del Regne Unit, França, i els dominis britànics a Alemanya. La primavera de 1940, Alemanya va envair Noruega, Dinamarca, els Països Baixos, Bèlgica, Luxemburg i França, a la qual també va atacar més tard Itàlia, aliada del Tercer Reich. Tot i que els exèrcits francès i britànic van ser derrotats ràpidament i que la Gran Bretanya va ser bombardejada contínuament per la Luftwaffe alemanya, les illes britàniques mai no van ser ocupades. A la tardor del mateix any, la guerra es va estendre a l'Àfrica del Nord i, el juny de 1941, Alemanya va envair la Unió Soviètica, amb qui fins llavors havia mantingut un pacte de no-agressió, sense aconseguir la victòria. Aquesta ofensiva resultaria clau en la derrota dels alemanys i els seus aliats.
El desembre de 1941, el Japó va atacar els Estats Units i la guerra es va estendre també a l'Àsia i al Pacífic. A partir de 1942, els aliats van començar a guanyar batalles i a fer retrocedir els exèrcits de l'Eix. Finalment, Itàlia es va rendir el setembre de 1943 i Alemanya, atacada des de l'est per la Unió Soviètica i per la resta dels aliats des de l'oest, es va rendir el 8 de maig de 1945. El Japó es va rendir el 15 d'agost del mateix any, pocs dies després que els EUA llancessin dues bombes atòmiques sobre ciutats japoneses (bombardejos atòmics d'Hiroshima i Nagasaki), encara que la rendició oficial del Japó no va arribar fins al 2 de setembre. El tractat de pau amb el Japó no s'arribaria a signar fins al 1951.
Durant la guerra es van produir un gran nombre d'atrocitats contra la població civil: confinament en camps de concentració i extermini sistemàtic de jueus i altres grups ètnics a Alemanya, massacres de milions de xinesos i coreans per part del Japó, depuracions internes a la Unió Soviètica, bombardeig sistemàtic de la població civil europea tant per part dels aliats com de les forces de l'Eix i llançament de bombes atòmiques a les ciutats japoneses d'Hiroshima i Nagasaki per part dels nord-americans. Després de la guerra, diversos dirigents alemanys i japonesos van ser jutjats per crims contra la humanitat en els judicis de Nuremberg.
La guerra va provocar la modificació de fronteres i la creació de nous estats. Algunes antigues colònies de països europeus van aconseguir la independència. Hi va haver un desplaçament del poder dels països de l'Europa occidental a les dues noves superpotències, els Estats Units i la Unió Soviètica, cosa que va significar l'inici de la guerra freda. A les zones d'Europa ocupades pels soviètics es van establir règims comunistes poc després de la fi de la guerra. A la Xina, la retirada del Japó va catalitzar la revolució comunista; d'altra banda, l'ocupació militar nord-americana al Japó va conduir a la democratització del país.

## Països involucrats

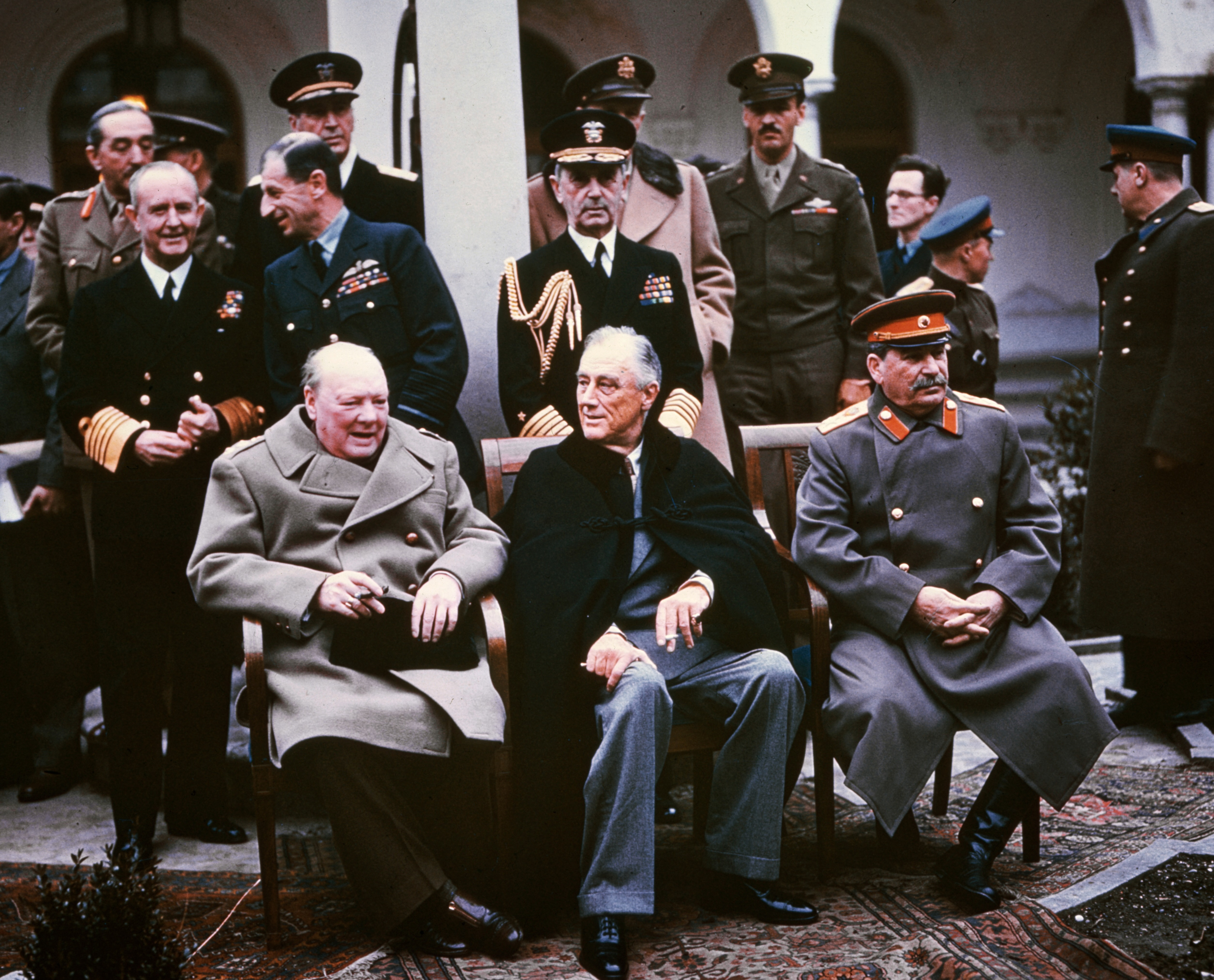
Winston Churchill, Franklin D. Roosevelt i Ióssif Stalin durant la conferència de Jalta el febrer de 1945

Els estats que van participar en la Segona Guerra Mundial estaven alineats en un dels dos bàndols: els aliats i les potències de l'Eix.

### Els estats aliats
Inicialment, els principals països aliats eren: Gran Bretanya, França (França Lliure a partir del juny de 1940), Polònia, Canadà, Sud-àfrica, Austràlia i Nova Zelanda. Un cas especial és la Xina, que estava en guerra amb el Japó des de 1937. Com a conseqüència de la invasió alemanya, l'abril de 1940 s'hi va afegir Noruega, el maig, els Països Baixos i Bèlgica, i Grècia, que havia estat atacada per Itàlia, l'octubre de 1940. La Unió Soviètica tenia un pacte de no-agressió amb Alemanya des de l'agost de 1939, però la invasió alemanya, el juny de 1941, va fer que entrés en guerra i sostingués el gruix de l'esforç de guerra contra Alemanya, amb la majoria de morts, i el seu paper decisiu fos el que decantés el balanç militar que marcà la derrota del nazisme a Europa. El desembre de 1941 l'atac japonès a Pearl Harbor va fer que els Estats Units d'Amèrica entressin en la guerra en el bàndol aliat.
A mesura que el conflicte es decantava en contra d'Alemanya, el nombre d'estats en el bàndol aliat va anar augmentant. Prop del final de la guerra, els aliats van posar com a condició per entrar a les Nacions Unides que els països declaressin la guerra a Alemanya i al Japó. Això va fer que el nombre d'estats aliats augmentés molt, encara que la majoria d'aquests mancaven de rellevància militar i estratègica i no van tenir cap paper actiu en la guerra.

### Les potències de l'Eix
Les potències de l'Eix eren: Alemanya, Itàlia i l'Imperi del Japó. Després de la victòria alemanya sobre França el juny de 1940, part del govern francès va decidir col·laborar amb els nazis, era la França de Vichy. Seguidament, els països de l'est d'Europa es van veure pressionats per Hitler perquè s'unissin a l'Eix. Romania ho va fer el juliol de 1940, Hongria, el novembre següent i Bulgària, el març de 1941. Iugoslàvia s'hi va unir a contracor el 25 de març de 1941, però dos dies després hi va haver un cop d'estat anti-Eix que va desencadenar l'ocupació alemanya del país. Un altre cas especial és Finlàndia, que va declarar la guerra a l'URSS però no a cap altre estat, i durant un temps se la va considerar com a aliat de l'Eix, per la complicitat del seu govern amb l'Alemanya nazi.
No tots els països del món es van implicar en la guerra. Alguns estats, com Irlanda, Portugal, Suïssa i Suècia, van aconseguir mantenir-se neutrals durant tot el conflicte. L'estat espanyol també es va declarar neutral però, després de les victòries contundents nazis de 1939 i 1940, quan la victòria alemanya semblava possible, va canviar el seu estat a "no bel·ligerant", donant suport polític i econòmic a les potències de l'Eix i enviant la Divisió Blava que es va integrar en la Wehrmacht. Tot i això, Adolf Hitler mai no va poder convèncer Franco perquè entrés en el conflicte. El 1943, quan Alemanya va començar a acumular derrotes, l'estat espanyol va tornar a declarar-se neutral.

## Antecedents de la guerra a Europa
Després de la Primera Guerra Mundial, els estats vencedors van imposar greus sancions econòmiques i polítiques als països derrotats. Entre aquests últims hi havia Alemanya que, a més de perdre gran part del seu territori, va patir una gravíssima crisi econòmica que va fer que la inflació es disparés fins a quedar totalment fora de control. Per a molta gent, la derrota, les sancions i la crisi van ser com una gran humiliació per al seu país, que pocs anys abans havia estat el poderós Imperi alemany. Això va portar molta gent a les files dels partits radicals, que donaven la culpa de tots els seus mals a grups minoritaris com els comunistes i els jueus. Van aparèixer grups feixistes i nacionalistes com a resposta als moviments revolucionaris que començaren a estendre's per Europa i que van prendre breument el poder a Budapest i a Baviera. Entre aquests grups hi havia el Partit Nacional Socialista dels Treballadors Alemanys (NSDAP), més coneguts pel nom de «nazis», liderats per Adolf Hitler. Durant la segona meitat dels anys 20 aquest grup va créixer de forma espectacular tant en popularitat com en nombre de militants. També van anar guanyant escons al Parlament Alemany fins que el 30 de gener de 1933 Hitler va assumir el càrrec de canceller d'Alemanya.

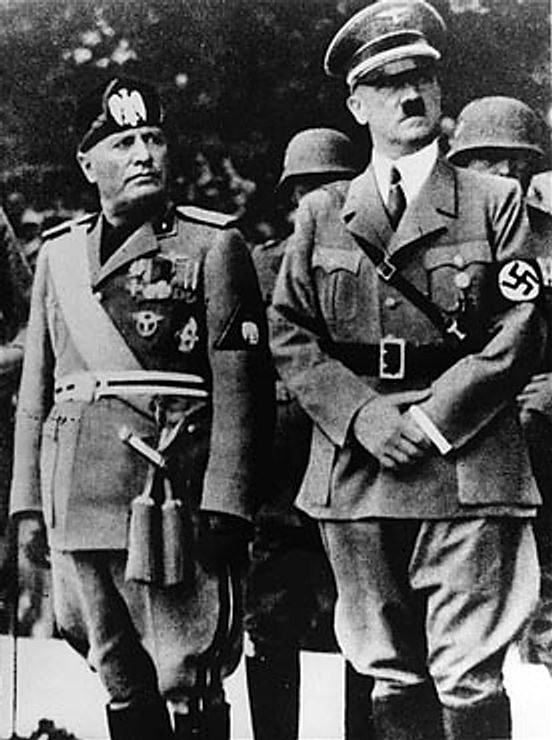
Benito Mussolini i Adolf Hitler

Hitler presidí un govern de concentració nacional, tal com havia desitjat la dreta alemanya, per bé que no esperaven que l'instrument que havia de ser el NSDAP es convertís en el subjecte de poder. Al gabinet del nou govern, solament Hermann Göring i Wilhelm Frick eren ministres del NSDAP. Això no obstant, el poder que gaudia el partit nazi era molt gran al carrer. Per consegüent, ni Hindenburg ni els socis de govern pogueren aturar la destrucció del marc institucional i democràtic de la República. D'altra banda, els partits de dretes ho veien com la consumació de la dictadura –en aquest cas civil– que tant havien desitjat; no podien preveure la nazificació i el règim totalitari que s'estava dibuixant. El tret de sortida per a la retallada de drets i llibertats fou l'incendi del Reichstag, les causes del qual encara no s'han establert. Aquest incendi fou aprofitat per "desemmascarar" un cop d'estat del KPD, per la qual cosa fou il·legalitzat amb el Decret de l'Incendi del Reichstag de 1933, amb el qual se suprimien els drets civils. Els dirigents comunistes començaren a ser internats en camps de concentració, com Dachau, el primer que s'obrí, a prop de Múnic.
Lentament, Hitler i els nazis anaren il·legalitzant la resta de formacions polítiques, àdhuc les de la dreta. A la fi, solament el NSDAP i les seves organitzacions romangueren legals en el nou sistema. Hindenburg anà signant totes les lleis i decrets que destruïen la vella república i forjaren la dictadura nazi, com la Llei de Capacitació, que permetia al govern l'aprovació de lleis sense la participació del parlament. A l'abril de 1933 signà la llei per a la restauració del servei civil professional, que excloïa els jueus de tot càrrec de l'administració de l'estat. Igualment, Hindenburg no protestà per la purga feta dins el NSDAP el juny de 1934 contra els sectors d'esquerres del partit, com les Sturmabteilung d'Ernst Röhm o la facció de Gregor Strasser, molts dels quals van morir en la Nit dels ganivets llargs.
Entre el 1933 i el 1939, la política de Hitler va estar centrada en:
- Enduriment extrem de les lleis contra els jueus.
- Rearmament i modernització de l'exèrcit alemany.[22]
- Reunificació de l'Imperi alemany (Tercer Reich).

Per aconseguir aquest tercer objectiu Hitler va utilitzar una eficaç combinació d'oratòria i intimidació que va aconseguir:
- La militarització de Renània (març de 1936).
- L'annexió d'Àustria (Anschluss) (març de 1938).
- L'ocupació dels Sudets (octubre de 1938).
- Repartiment i ocupació de Txecoslovàquia (març de 1939).
- Ocupació de la ciutat de Memel (març de 1939).

I tot això sense ni una protesta de França i Gran Bretanya, i fins i tot a vegades (annexió dels Sudets) amb el seu exprés vistiplau, i Adolf Hitler reclamava a Polònia l'ocupació de la ciutat lliure de Danzig i un corredor de terra entre Alemanya i la Prússia oriental. Polònia s'hi va negar repetides vegades en part per por a la reacció soviètica i en part perquè pensava que això només encoratjaria Hitler a fer altres demandes. El 23 d'agost de 1939, Alemanya i l'URSS signaren el pacte Mólotov-Ribbentrop que, a més de ser un tractat de no-agressió entre els dos estats, tenia unes clàusules secretes entre les quals s'acordava el repartiment de l'est europeu entre dues zones d'influència, una per cada una de les dues potències. Adolf Hitler, en virtut d'aquest acord, va decidir envair Polònia, convençut que ni França ni Gran Bretanya reaccionarien, pels seus èxits anteriors. Per part soviètica, malgrat ser conscients de la inevitable agressió de l'Alemanya nazi, el pacte donà temps a organitzar la defensa, traslladar la indústria a la part oriental del país i preparar-se per a una resistència que acabaria sent clau en la derrota de Hitler.

## Antecedents de la guerra a Àsia

### Comunisme i el Kuomintang a la Xina
El 1911 es va produir una rebel·lió a Pequín al capdavant de la qual estava el Kuomintang de Sun Yat-sen, que va proclamar la república aprofitant la mort de l'emperadriu. Aquesta república, però, va viure un breu període, ja que va ser substituïda per una dictadura militar centralitzada que estava en mans de Yuan Shikai. A la mort del dictador, el 1916, la Xina es va fragmentar en dominis de senyors de la guerra que rivalitzaren entre si. Aquest fet coincideix amb la Primera Guerra Mundial, en què la Xina passarà per una època de gran inestabilitat i d'expansió del nacionalisme.
El 1923 el Kuomintang, aliat amb el Partit Comunista Xinès, durà a terme un procés de creació d'un nou estat xinés i proclamarà la República amb la intenció d'unificar el país. El Kuomintang tenia com a objectiu acabar amb l'hegemonia dels senyors de la guerra i, per aconseguir-ho, es va aliar amb la burgesia i amb la classe obrera per tal de dur a terme la industrialització del país i una reforma social. El Partit Comunista Xinès, per la seva banda, defensava l'emancipació de la Xina com a colònia occidental mitjançant propaganda antiimperialista.

La Llarga Marxa 1934-1935

A la mort de Sun Yat Sen (1925) el Kuomintang escull com a successor Chiang Kai-shek, que imposarà un retorn als plantejaments ideològics xinesos neoconfucionistes. En aquest context, el 1927, el dirigent xinès du a terme un extermini de comunistes a Shanghai, trencant l'aliança amb els republicans per tal d'acostar-se als Estats Units. Enfront d'aquesta situació, els líders comunistes s'hagueren de refugiar a la Xina oriental, on proclamaren la República de Ruijin el 1931 sota el comandament de Mao Zedong.
Dos anys després de la creació de la República de Ruijin, aquesta és atacada pel Kuomintang, fet que obliga els comunistes a refugiar-se cap a l'interior de la Xina en la Llarga Marxa, permetent que el 1936 es reorganitzaren sota el lideratge de Mao Zedong.
Amb el suport dels Estats Units, el 1937, el Kuomintang proclama la República de Naikin, que té com a objectiu competir amb el Japó a escala econòmica, fet que es veurà frenat davant l'esclat de la Segona Guerra Mundial i la invasió de la Xina per part dels nipons. Enfront d'aquesta situació el Kuomintang va cercar el suport dels comunistes, creant una aliança inestable. Aquesta aliança va perdurar únicament durant el període d'invasió dels japonesos, i un cop acabada la Segona Guerra Mundial, el 1945, esclata la Guerra Civil xinesa.

### Militarisme japonès

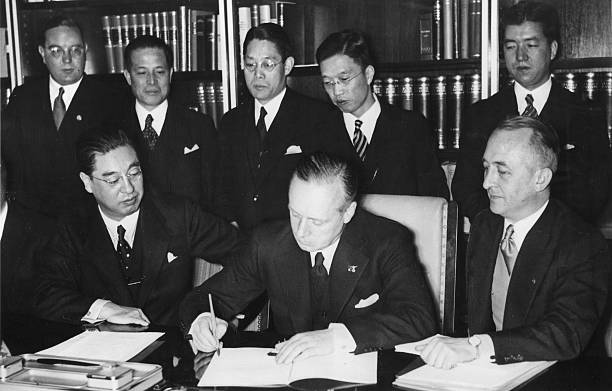
L'ambaixador japonès a Alemanya i el canceller alemany signant el pacte Anti-Komintern al 1936

L'Imperi del Japó va posar en pràctica durant els darrers anys del segle xix i principis del segle xx una política expansionista, que es va veure accentuada com a resposta a la crisi econòmica de la dècada dels 1930 i per tal d'abastir-se de matèries primeres i de tenir un mercat ampli per a les exportacions. Es va donar un procés de modernització que va portar el país a ser la major potència industrial de l'Extrem Orient però, alhora, va haver-hi discordances entre els costums i aquesta modernitat.
Per dur a terme aquesta política expansionista trobem un fort sistema militar i el desenvolupament d'una gran indústria armamentística, que apropà l'imperi a l'Alemanya de Hitler i reforçà el compromís en el pacte Anti-Komintern contra l'amenaça de la III Internacional.
Entre 1904 i 1905 es va lliurar la guerra russo-japonesa, que va guanyar el Japó, mostrant així el poder imperial a l'exterior. I el 1910 van ocupar Corea, que passà a ser una colònia.
Seguint la línia expansionista, els caps militars ocuparen el 1931 la Manxúria interior, a la Xina; crearen l'estat satèl·lit de Manxukuo, el 1932. Aquesta conquesta va portar el Japó a ser expulsat de la Societat de Nacions l'any següent. El 1937 es va donar la Segona Guerra sinojaponesa, en la qual el Japó ocupà el nord de la Xina aprofitant la feblesa política per la Guerra Civil xinesa (1927-1950).
Des de l'any 1934 el Japó va mostrar les ambicions de crear una gran força naval, cosa que constituïa un preludi a l'expansió japonesa i la posterior Guerra del Pacífic (1937-1945) contra els Estats Units d'Amèrica.

## Desenvolupament de la guerra

### 1939: Inici de la guerra a Europa

Evolució territorial d'Europa durant els anys de la guerra.
En verd la Unió Soviètica fins a 1941.
En vermell les potències aliades i la Unió Soviètica a partir de 1941.
En blau les potències de l'Eix.
En gris territoris neutrals

#### Invasió de Polònia
La guerra va començar la matinada de l'1 de setembre de 1939, quan Alemanya va envair Polònia utilitzant un incident fronterer fictici planejat, per a l'obtenció del control sobre la ciutat lliure de Danzig i un corredor de terra entre aquesta ciutat i Alemanya. El dia 3, Gran Bretanya i França van declarar la guerra a Alemanya però, excepte algunes escaramusses en la frontera francoalemanya, cap dels dos estats va emprendre cap acció militar.
L'exèrcit alemany va posar en pràctica la Blitzkrieg (‘guerra llampec’), que consistia a encerclar les posicions defensives mentre altres tropes continuaven avançant per ocupar les ciutats i els punts estratègics. Les tropes encerclades podien resistir durant un temps però, aïllades de la resta de l'exèrcit, tard o d'hora acabaven per rendir-se. L'exèrcit alemany, amb el suport dels bombardeigs de la Luftwaffe, va superar fàcilment les defenses poloneses i el 8 de setembre ja havia arribat als afores de la capital, Varsòvia.
El dia 17 de setembre, l'exèrcit soviètic va envair Polònia des de l'est amb el pretext de protegir la població belarussa i ucraïnesa de la zona afirmant que l'estat polonès havia desaparegut. En realitat, la repartició de Polònia entre Alemanya i la Unió Soviètica ja havia estat prèviament acordada en el pacte Mólotov-Ribbentrop d'agost de 1939. Varsòvia va caure el 27 de setembre i les últimes tropes poloneses van rendir-se el 6 d'octubre.

#### Guerra de Broma
Després de la caiguda de Polònia i durant tot l'hivern de 1939-1940, Gran Bretanya, França i els altres estats aliats van continuar en guerra amb Alemanya, però no es van registrar combats importants en el front, en el període conegut com a Guerra de Broma.

#### Batalla de l'Atlàntic

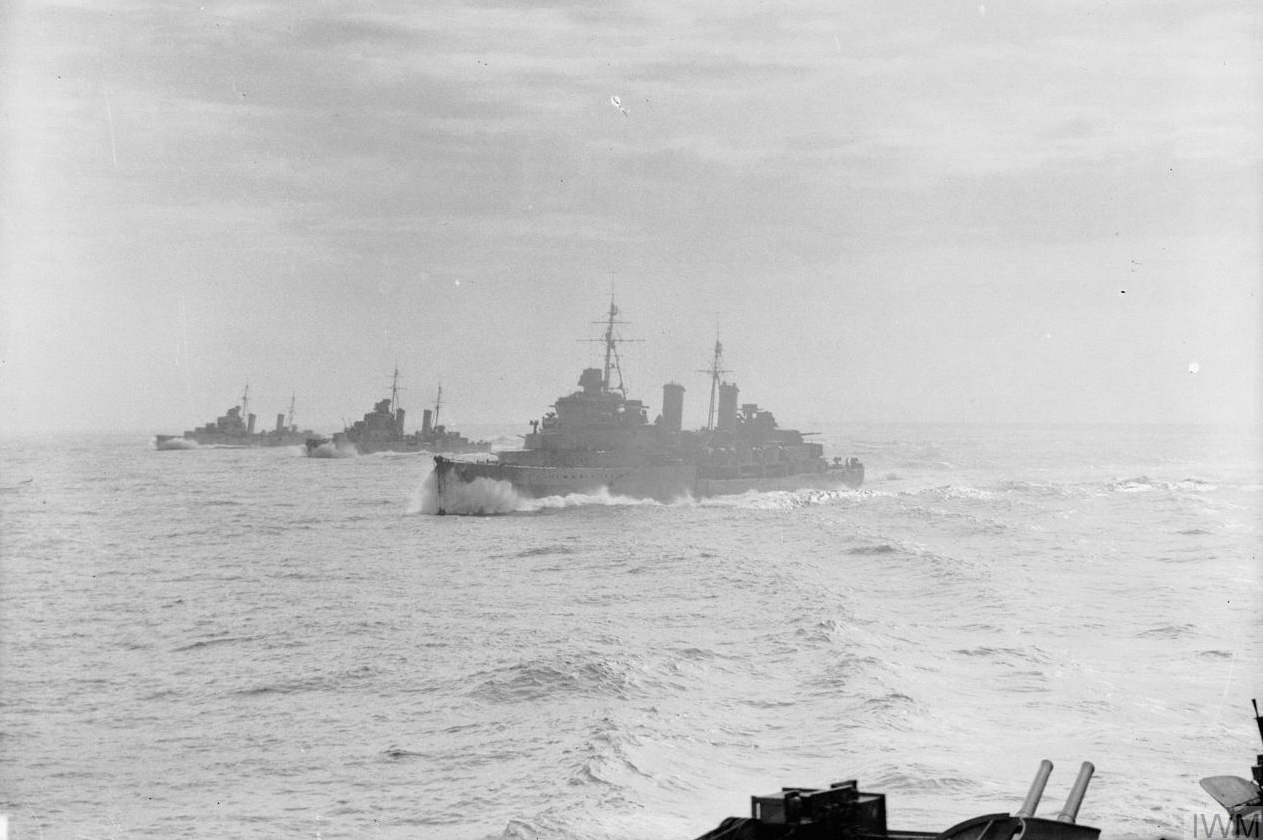
Durant la Batalla de l'Atlàntic els vaixells mercants aliats es desplaçaven en combois com el de la imatge per reduir les pèrdues causades pels U-Boots alemanys

Mentrestant, a l'Atlàntic nord, la Kriegsmarine (l'armada alemanya) va iniciar les operacions contra tota mena de vaixells aliats. Especialment efectius van ser els atacs dels submarins alemanys (anomenats U-Boots). Les operacions navals a l'Atlàntic més tard es van estendre també al Mediterrani. La Batalla de l'Atlàntic va ser la campanya militar permanent més llarga de la Segona Guerra Mundial: des de 1939 fins a la derrota d'Alemanya l'any 1945, tot i que el període més intens de combats va durar des de mitjan 1940 fins a la fi de 1943.

#### Guerra d'Hivern
El 30 de novembre de 1939, la Unió Soviètica va atacar Finlàndia amb la intenció d'envair-la. Inicialment, l'exèrcit finès va resistir molt bé l'embat soviètic; va ser capaç de resistir la invasió soviètica molt més temps del que els soviètics esperaven.:79-80 Però els russos es van imposar a còpia de soldats i el març de 1940 els finesos es van veure forçats a demanar un armistici. La Unió Soviètica va obtenir importants concessions: Finlàndia va cedir l'11% del territori i el 30% dels actius econòmics. Però la capacitat operativa del seu exèrcit va ser posada en dubte per les dificultats que va tenir per obtenir tan sols una victòria relativa. Això va acabar de convèncer Hitler que la invasió de la Unió Soviètica era possible.

### 1940: La guerra s'estén

#### Invasió de Noruega i Dinamarca

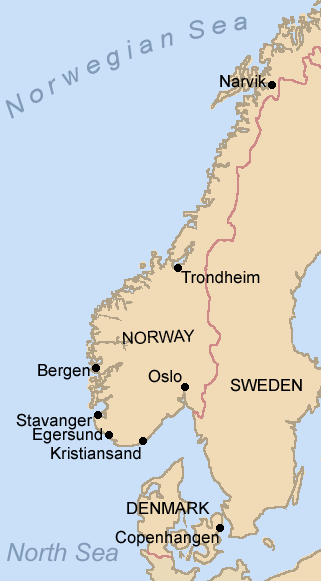
Ports noruecs on van desembarcar les tropes alemanyes

El 9 d'abril de 1940 l'exèrcit alemany va iniciar la invasió de Noruega i Dinamarca. En part, per assegurar-se el subministrament de ferro de les mines sueques, del qual Alemanya depenia per al seu esforç de guerra i que era transportat a través del port noruec de Narvik. Tanmateix, també per impedir una possible ocupació aliada de Noruega i al mateix temps evitar el bloqueig dels ports alemanys decretat per Gran Bretanya des de la declaració de guerra el setembre passat. Dinamarca no tenia cap valor estratègic, però els ports danesos donaven un fàcil accés als ports noruecs i, a més, en ser un país veí, calia tenir-lo controlat d'alguna manera.
Dinamarca es va rendir quasi immediatament. El govern danès sabia perfectament que no podia fer res contra l'exèrcit alemany i va voler evitar un vessament inútil de sang. A causa d'aquesta poca resistència, l'ocupació alemanya va ser lleugera comparada amb la d'altres estats ocupats. Les institucions daneses van poder conservar gran part de la seva autonomia i es va ajornar la deportació de la població jueva. Aquesta actitud permissiva es va acabar l'agost de 1943. Les derrotes alemanyes a Stalingrad i El Alamein havien provocat creixents disturbis i manifestacions antialemanyes que, segons els nazis, el govern danès no va castigar amb prou duresa.
L'ocupació de Noruega va ser més complicada. Les tropes alemanyes van poder ocupar els ports en només tres dies, però l'exèrcit noruec es va replegar a les valls de l'interior del país, molt muntanyós, i allà es va preparar per oferir resistència. A més, Gran Bretanya i França van enviar algunes divisions per ajudar els noruecs. Tanmateix, la situació de les tropes aliades es va anar tornant cada dia més crítica i el 28 d'abril els britànics van decidir retirar-se del sud de Noruega. Només al nord, al port de Narvik, la guarnició alemanya, aïllada de la resta de l'exèrcit, va poder ser derrotada, i el port ocupat el 28 de maig. Tanmateix, llavors, la invasió alemanya dels Països Baixos i Bèlgica havia canviat les prioritats defensives de britànics i francesos. El 8 de juny, després de destruir les instal·lacions portuàries, les tropes aliades van ser evacuades del nord de Noruega. Finalment, el 10 de juny Noruega es va rendir incondicionalment.

#### Batalla de França
Poc després d'haver finalitzat la invasió de Polònia, els nazis ja van començar a preparar l'atac contra França. Això implicava, no sols envair França, sinó també Bèlgica, Països Baixos i Luxemburg, que eren estats neutrals. El pla consistia a concentrar el principal atac alemany contra la regió boscosa de les Ardenes, entre Bèlgica i Luxemburg, una zona que els aliats consideraven impenetrable pels tancs i que per això mateix estava pobrament defensada.
Finalment, la invasió va començar el 10 de maig de 1940. L'atac va sortir tal com Hitler havia previst. L'avanç dels tancs alemanys a través de les Ardenes no va ser descobert i el dia 12 les tropes nazis van arribar al riu Mosa, a l'altura de Sedan, on va tenir lloc una batalla crucial. El dia 13 els alemanys ja havien creuat el riu. Seguidament, van avançar ràpidament a través del nord de França en direcció al canal de la Mànega; arribaren a la costa el dia 20. Aquesta maniobra va deixar una gran part de l'exèrcit aliat encerclat dins de Bèlgica. Els nazis van fer retrocedir les tropes aliades fins a Dunkerque i els aliats van veure que seria necessària una evacuació a gran escala. Entre el 26 de maig i el 3 de juny, 338.226 soldats aliats van ser evacuats de la costa francesa.
El 5 de juny, l'exèrcit alemany va girar cap a França; llavors l'avanç alemany ja era imparable. Veient que la derrota de França era pròxima, i no volent desaprofitar l'ocasió, la Itàlia de Mussolini va declarar la guerra a França el dia 10 de juny. El dia 14 els nazis van entrar a París, que havia estat declarada ciutat oberta. Mentrestant, els tancs alemanys avançaven, gairebé sense oposició, al llarg i ample de França. El 22 de juny França i Alemanya van signar un armistici segons el qual l'exèrcit alemany ocuparia tot el nord de França i tota la costa atlàntica fins a la frontera espanyola, però al sud es mantindria un govern col·laboracionista francès. Així, a partir de llavors i fins al 1944, França va tenir dos governs: un, col·laborant amb els nazis, amb capital a Vichy i dirigit pel mariscal Philippe Pétain es va anomenar la «França de Vichy»; l'altre, en el bàndol aliat, operant des de l'exili a Gran Bretanya i dirigit pel general Charles de Gaulle es va anomenar la «França Lliure».

#### Annexions soviètiques

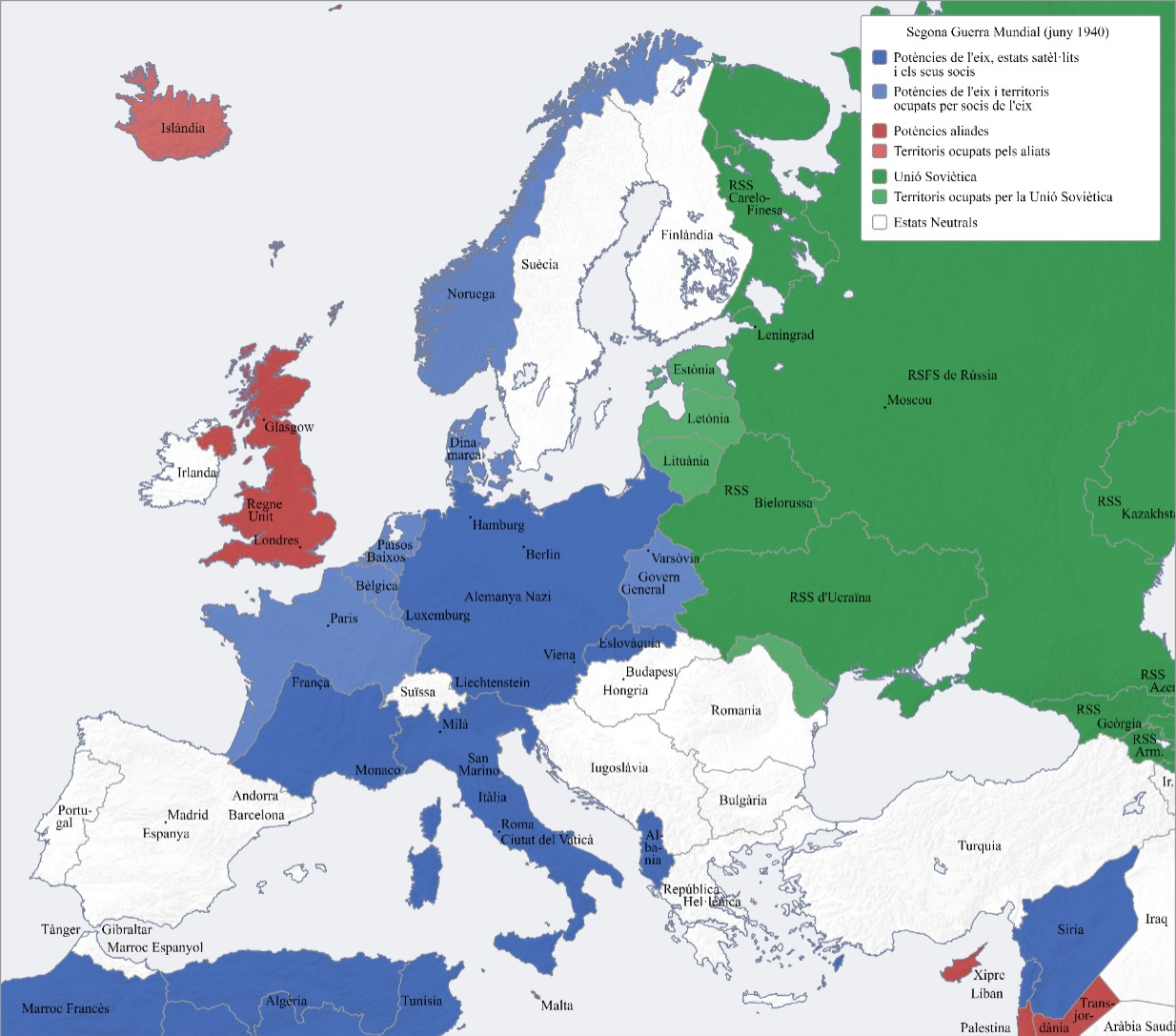
El mapa d'Europa després de les invasions alemanyes i les annexions soviètiques de 1940

A conseqüència del pacte Mólotov-Ribbentrop, el juny de 1940 la Unió Soviètica va ocupar Estònia, Letònia i Lituània i es va annexar les regions romaneses de Bessaràbia i Bucovina del Nord.

#### Batalla d'Anglaterra
Després de la invasió de França, Hitler va pensar que potser Gran Bretanya es rendiria, però el primer ministre britànic Winston Churchill va decidir continuar lluitant fins al final. Per tant, els nazis van preparar un pla per a la invasió de l'illa. Tanmateix, perquè aquest pla tingués possibilitats d'èxit, primer s'havia d'aconseguir superioritat aèria sobre el cel britànic. Així va començar la batalla d'Anglaterra, que no es va lliurar a terra sinó a l'aire.
La fase principal de la batalla va tenir lloc durant el mes d'agost de 1940. Els nazis esperaven aconseguir la victòria ràpidament i començar la invasió abans que acabés l'estiu. Els principals atacs anaven dirigits contra els aeròdroms de la RAF i contra les estacions de radar. Tanmateix, els pilots britànics, a pesar d'estar en inferioritat numèrica, van oposar més resistència de l'esperada. Després d'unes quantes setmanes i de veure que no s'aconseguia un resultat clar, els nazis van decidir canviar d'estratègia i van començar a bombardejar Londres. Amb això esperaven atreure molts avions britànics i així poder destruir-los, però va tenir l'efecte contrari i va donar un respir a la RAF, que va poder recuperar-se de les pèrdues de les últimes setmanes. Finalment, el 17 de setembre, Hitler va ajornar la invasió de Gran Bretanya (en teoria fins a l'any següent, però en realitat ja no es va tornar a preparar mai més).

#### Invasió italiana d'Egipte
El 13 de setembre de 1940, forces italianes van envair Egipte des de les seves bases a Líbia. En aquella època, Egipte era colònia britànica i Líbia colònia italiana. Els italians van ocupar una petita regió a l'oest del país i van establir posicions defensives a Sidi Barrani. El 9 de desembre, els britànics van contraatacar llançant l'operació Compass, que va fer retrocedir els italians fins a El Agheila (Líbia). Durant l'operació, es van capturar un gran nombre de presoners italians.

#### Invasió italiana de Grècia
El 28 d'octubre de 1940, Itàlia va declarar la guerra a Grècia, atacant-la des de les seves bases a Albània. Tanmateix, l'exèrcit grec, no tan sols va resistir l'ofensiva, sinó que va fer retrocedir els italians i va capturar algunes ciutats del sud d'Albània. Durant l'hivern, el conflicte va arribar a un punt mort. La victòria grega va significar la primera derrota per a un país de l'Eix i va demostrar que la victòria aliada era possible.

### 1941: La guerra esdevé mundial

#### Campanya del nord d'Àfrica
La derrota de l'exèrcit italià va forçar Hitler a enviar reforços al nord d'Àfrica per tal d'evitar un ensorrament total dels italians. Durant el mes de febrer de 1941, les primeres unitats del que més endavant seria conegut com a Afrika Korps, sota el comandament del general Erwin Rommel, van arribar a Líbia. Inicialment, Rommel només tenia ordres de mantenir la posició contra possibles atacs aliats, però veient que trobava poca resistència va començar una ofensiva improvisada que va fer retirar els britànics fins a la frontera amb Egipte. Després de diversos contraatacs fallits, el 18 de novembre de 1941 els britànics van llançar l'operació Crusader, que va resultar ser tot un èxit i, abans d'acabar l'any, es va reconquerir tot el territori perdut durant la primavera passada fins a El Agheila.

#### Campanya dels Balcans
Abans d'iniciar la invasió de la Unió Soviètica, Hitler va considerar que era de vital importància tenir controlat el flanc meridional, posant punt final al conflicte entre Itàlia i Grècia. Durant l'hivern de 1940-41, Hitler va convèncer els governs d'Hongria, Romania, Bulgària i Iugoslàvia perquè s'unissin a les forces de l'Eix. Tanmateix, el 27 de març de 1941 un cop d'estat anti-Eix a Iugoslàvia va obligar a canviar els plans d'invasió de Grècia per incloure-hi també Iugoslàvia.
El 6 d'abril de 1941, tropes alemanyes, italianes i hongareses van començar la invasió simultània de Iugoslàvia i Grècia. Els britànics van donar suport a Grècia i, fins i tot, van enviar tropes al país. Tanmateix, l'avanç alemany va ser molt ràpid i la resistència iugoslava escassa. La capital, Belgrad, va caure el dia 12 i la rendició del país va arribar el dia 17. A Grècia, les coses van succeir de forma igualment ràpida i a la fi del mes Grècia estava ja sota control nazi. En un primer moment, els britànics es van retirar a Creta. Tanmateix, davant la superioritat aèria de la Luftwaffe, la RAF britànica va decidir traslladar avions i personal a Egipte, intentant salvar vides i aparells per a futures batalles. El 20 de maig els alemanys van iniciar la invasió de Creta, que va quedar totalment ocupada el dia 1 de juny de 1941.
Encara que la victòria nazi va ser ràpida i contundent, la campanya dels Balcans va aconseguir retardar cinc setmanes l'inici de l'operació Barba-roja, un temps important que va obligar els alemanys a combatre en ple hivern durant els punts clau de l'atac contra la Unió Soviètica.

#### Invasió de la Unió Soviètica

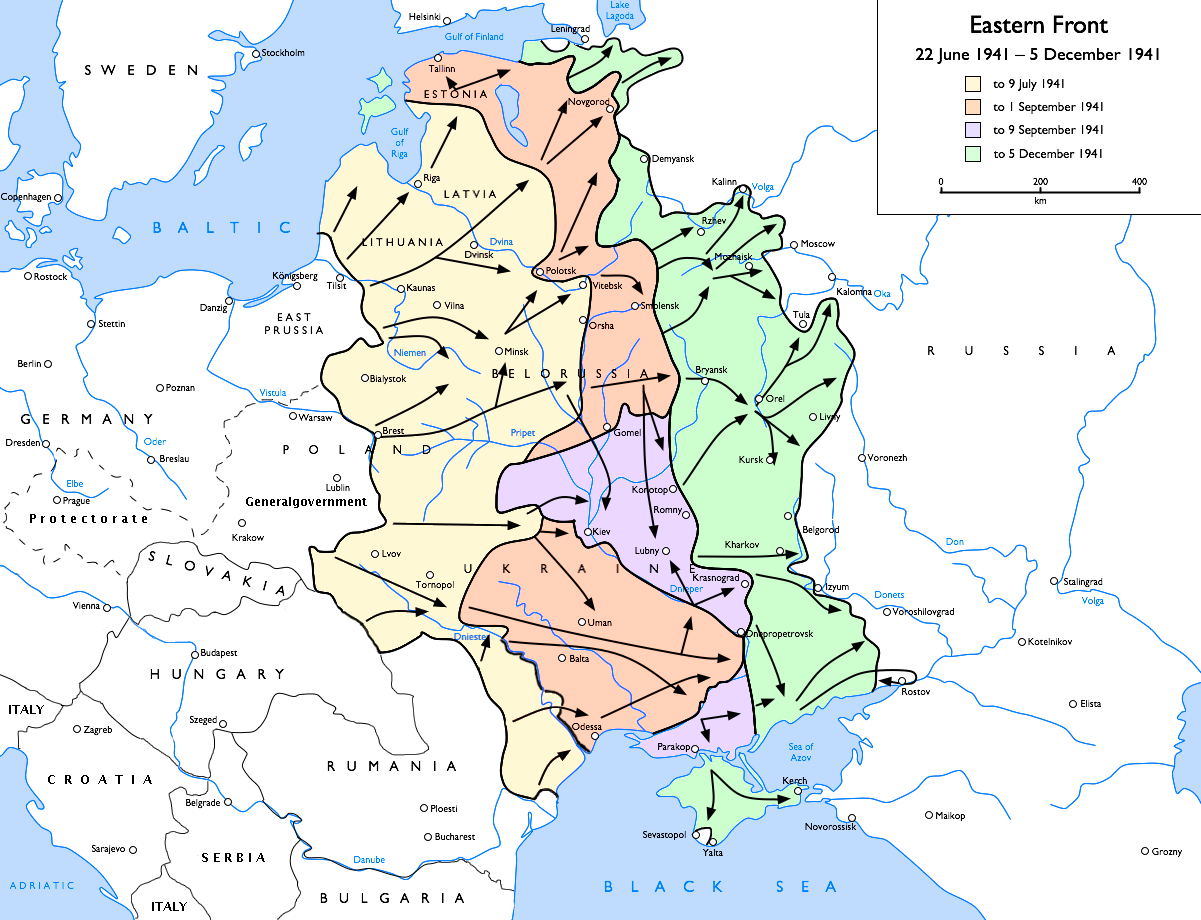
Avanç alemany en el front oriental entre el 22 de juny i el 5 de desembre de 1941

La matinada del 22 de juny de 1941 començà l'operació Barba-roja, la invasió alemanya de la Unió Soviètica. Va ser un atac per sorpresa, ja que fins a la data, Alemanya i la Unió Soviètica eren aliats segons el pacte Mólotov-Ribbentrop d'agost de 1939. L'ofensiva estava organitzada en tres grans fronts: un, al nord en direcció a Leningrad; el segon, al centre en direcció a Moscou; i el tercer, més al sud en direcció a la regió industrial de Donets i els camps petrolífers del Caucas. L'objectiu de Hitler era encerclar i derrotar ràpidament l'exèrcit soviètic a les planes de Belarús i Ucraïna per, després, ocupar tota la part europea de la Unió Soviètica fins a la línia Arkhànguelsk-Urals-Volga-Astracan, des de l'Àrtic fins al mar Caspi. Amb aquest objectiu, els alemanys havien concentrat prop de 140 divisions que incloïen 3.200.000 soldats, 625.000 cavalls, 7.100 peces d'artilleria, 3.300 tancs i 2.770 avions. Els aliats d'Alemanya —Itàlia, Hongria, Romania i Bulgària— també aportaven unes quantes divisions cadascú. L'Exèrcit Roig disposava de 134 divisions, 2.500.000 soldats, 24.000 tancs i 8.000 avions. Va ser, sens dubte, l'operació militar més gran de la història.
Les primeres setmanes l'avanç alemany va ser ràpid i efectiu. Al nord, els estats bàltics van ser ocupats i el 8 de setembre va començar el setge de Leningrad, que duraria fins al gener de 1944. Al centre, l'ofensiva va capturar la totalitat de Belarús i va arribar fins a Smolensk, capturada el 16 de juliol. Al sud, l'avanç a través d'Ucraïna va ser una mica més lent del que s'esperava. Això va fer que Hitler ordenés una parada a l'ofensiva del front central per proporcionar ajuda al del sud. La majoria de generals alemanys no van estar d'acord amb aquesta decisió, ja que consideraven Moscou l'objectiu prioritari. Finalment, després de la caiguda de Kíiv, el 19 de setembre, es va donar l'ordre de continuar cap a Moscou (operació Tifó). Tanmateix, llavors va començar el mal temps al front oriental, les pluges, primer, i la neu i el fred, després, van alentir l'avanç alemany, que a més es va trobar una creixent resistència de l'exèrcit soviètic a mesura que s'acostava a la capital. Els alemanys van poder arribar fins a les portes de la ciutat (a només 30 quilòmetres del Kremlin), però no més enllà. El 5 de desembre, Hitler va ordenar una parada general de l'ofensiva, en espera de poder continuar-la a la primavera següent.

#### Atac a Pearl Harbor

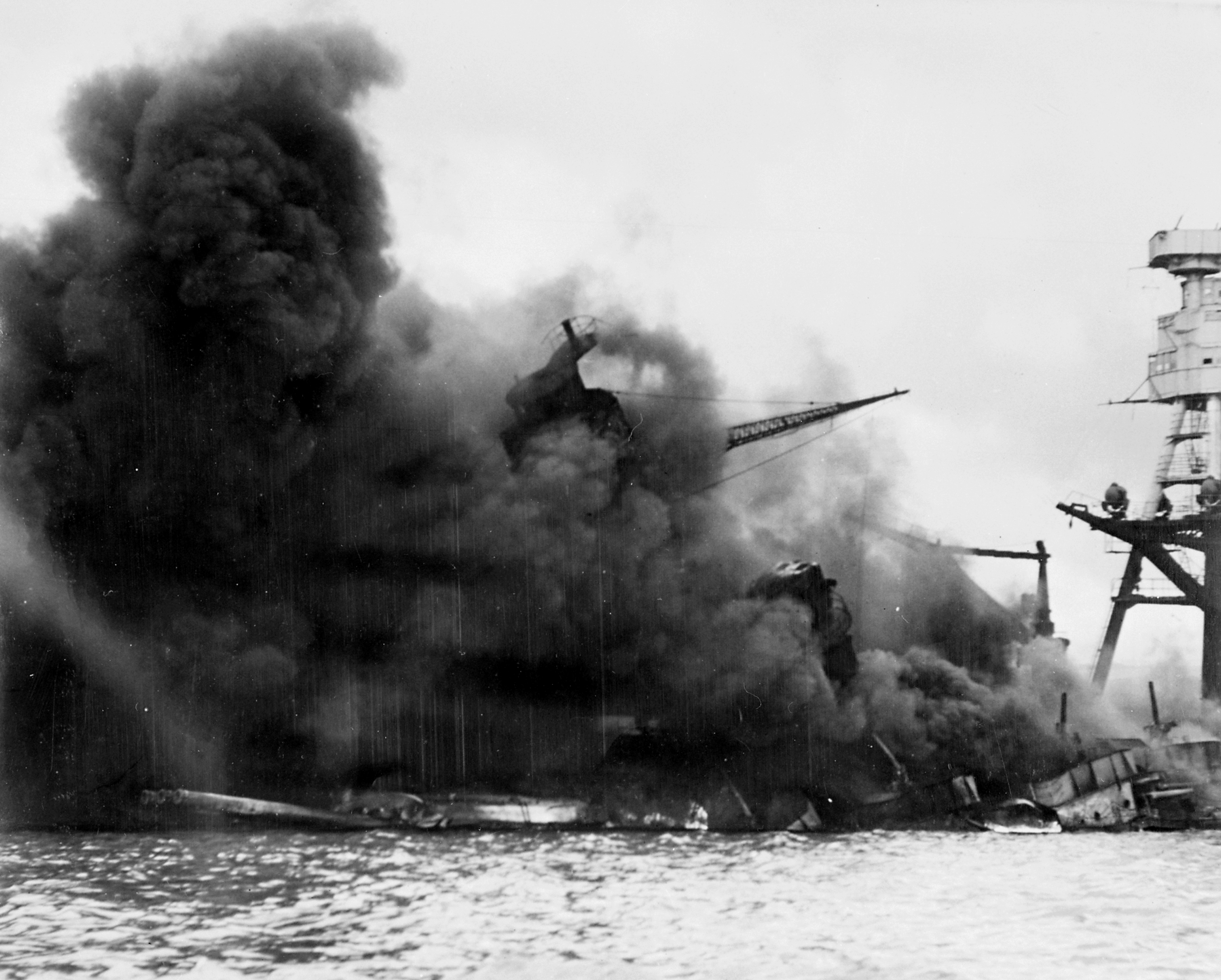
Les restes mig enfonsades del cuirassat USS Arizona després de ser bombardejat

Durant el matí del 7 de desembre de 1941, avions japonesos procedents d'un portaavions van atacar la base naval nord-americana de Pearl Harbor, a l'illa Oahu de Hawaii. Els americans van ser agafats completament per sorpresa i van patir a prop de 2.400 baixes. Vuit cuirassats i altres vaixells menors van ser enfonsats o danyats severament. Tanmateix, els portaavions americans que aquell dia no estaven al port, els dipòsits de combustible i les instal·lacions de reparació de vaixells van escapar a l'atac.
El mateix dia 7, el Japó (en aquell temps, Imperi japonès) va declarar la guerra als Estats Units i al Regne Unit, declaració que va ser resposta l'endemà mateix per americans, britànics i també australians. El dia 11 de desembre, Alemanya va declarar la guerra als EUA, tot i que segons el pacte Tripartit de 1940 no hi estava obligada. A partir de llavors, la guerra que fins a aquell moment s'havia limitat a Europa i a Àfrica, es va estendre també a l'Àsia i al Pacífic convertint-se en una verdadera guerra mundial.

#### Expansió japonesa
De forma simultània a l'atac a Pearl Harbor, els japonesos van començar la invasió de les colònies britàniques de Hong Kong i Malàisia, de la colònia holandesa de les Índies orientals (que es correspon, aproximadament, amb l'actual Indonèsia) i de les possessions americanes de les Filipines i de les illes de l'oceà Pacífic com Guam i Wake.

### 1942: Punt mort

#### Campanya del nord d'Àfrica

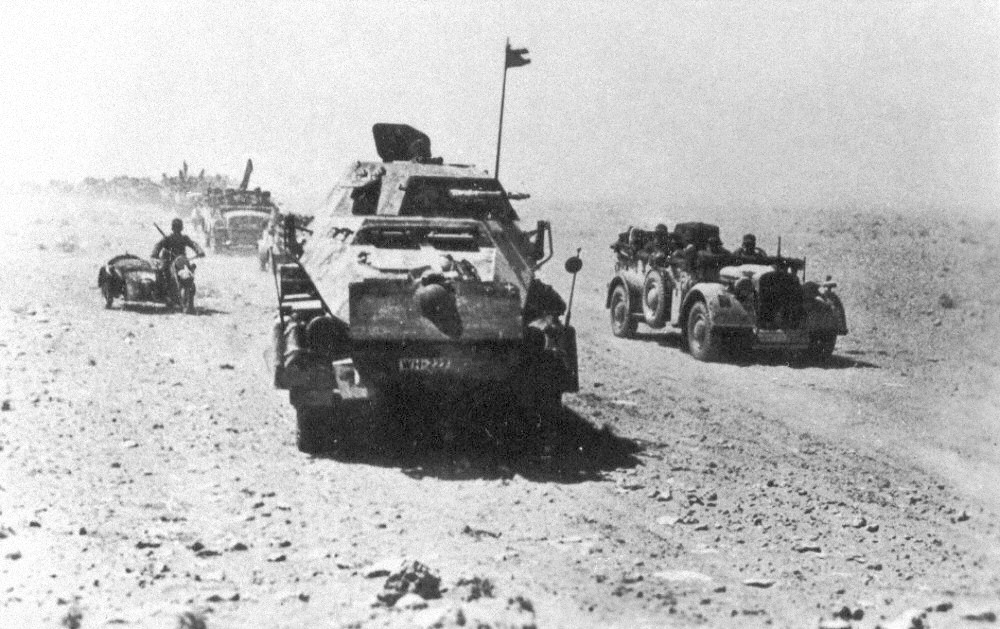
Columna de vehicles de lAfrika Korps desplaçant-se pel desert, 1942

Després d'haver-se hagut de retirar a conseqüència de l'operació Crusader, semblava que l'Afrika Korps havia quedat definitivament derrotat, però certs conflictes que tenien lloc al Pròxim Orient havien obligat els britànics a retirar tropes del nord d'Àfrica; mentrestant, les forces de l'Eix havien rebut nous subministraments des de Trípoli. Rommel es va adonar de seguida del canvi de situació i el 21 de gener de 1942 i va llançar la seva segona ofensiva. Els alemanys van fer retrocedir els aliats fins a Gazala, on l'avanç va ser temporalment aturat però, després de la batalla de Gazala, que els alemanys van guanyar, van continuar avançant cap a Egipte, travessant la frontera fins a ser aturats, definitivament, en la Batalla d'Alam Halfa (1-27 de juliol). A pesar d'haver pogut parar l'avanç alemany, els aliats es van veure a prop del desastre i van començar a enviar tropes, tancs i tota mena de subministraments. També es va designar un nou comandant del 8è exèrcit britànic, el general Bernard Montgomery. Arribat l'octubre, la superioritat numèrica aliada ja era aixafant. Entre el 23 d'octubre i el 4 de novembre de 1942 va tenir lloc la batalla d'El Alamein que va tenir com a resultat una completa i decisiva victòria aliada. El poc que quedava de l'Afrika Korps va haver de fugir cap a Líbia, perseguit de prop pels aliats.
.

Europa, la Mediterrània i el Llevant el 1942

El 8 de novembre va començar l'operació Torxa: una combinació de forces americanes i britàniques va desembarcar al Marroc i a Algèria, en aquella època, colònies franceses sota el govern de Vichy. Amb això s'esperava poder atacar els alemanys per la rereguarda i acabar ràpidament la campanya al nord d'Àfrica. A pesar d'una breu resistència inicial, el dia 11 el govern colonial francès va passar-se al bàndol aliat. La reacció dels alemanys va ser ocupar Tunísia, també colònia francesa. A la fi de novembre, perseguits des de Líbia i pressionats des d'Algèria, semblava que la resistència alemanya estava a punt d'ensorrar-se, però durant el mes de desembre els alemanys van contraatacar i van aconseguir fer-se forts a Tunísia, durant un temps.

#### Front oriental
Durant l'hivern de 1941-42, els soviètics van poder recuperar una mica de terreny al voltant de Moscou. Després de la rendició del 6è exèrcit alemany a Stalingrad el 2 de febrer de 1943, l'Exèrcit Roig va llançar vuit ofensives durant l'hivern. Moltes estaven concentrades al llarg de la conca del Don, prop de Stalingrad. Aquests atacs van resultar victòries inicials, fins que les forces alemanyes van ser capaces de prendre avantatge sobre l'extensió i afeblir la condició de l'Exèrcit Roig, i llançar un contraatac per recapturar la ciutat de Khàrkiv i àrees circumdants. Aquesta seria l'última victòria estratègica important dels alemanys en la Segona Guerra Mundial.
En l'atac contra Stalingrad, Stalin va ordenar que la ciutat fos defensada a qualsevol preu i així va començar un setge que tindria importants conseqüències per al desenvolupament de la guerra. De carrer en carrer, durant tres mesos, els alemanys van anar reduint el perímetre defensiu soviètic. Tanmateix, el 19 de novembre, en el moment que la batalla estava en el seu punt àlgid, els soviètics van llançar un contraatac en forma de pinça (operació Urà) que va deixar el 6è exèrcit alemany encerclat dins la ciutat. Hitler no va permetre que les seves tropes intentessin escapar del cercle, ja que això implicava abandonar la ciutat ja ocupada, i els soviètics van resistir tots els intents de trencar el setge des de fora. Durant mesos, els alemanys van enviar subministraments al 6è exèrcit per aire, però només podien proporcionar-los una sisena part de les quantitats d'aliments i municions necessàries, i cap al final de l'any la situació dels assetjats era desesperada.
Les pluges de primavera van impedir les operacions en la Unió Soviètica, però tots dos costats van fer servir aquest temps per a preparar-se per a la inevitable batalla que arribaria a l'estiu. La data del començament de l'ofensiva s'havia mogut repetidament, pel fet que retards en la seva preparació havien forçat els alemanys a ajornar l'atac. El 4 de juliol, la Wehrmacht, després de reunir la concentració de poder de foc més gran de tota la Segona Guerra Mundial, va llançar la seva ofensiva contra la Unió Soviètica en el sortint de Kursk. Els soviètics coneixien les seves intencions, i es van afanyar a defensar el sortint amb un sistema enorme de defenses en el terreny. Els alemanys van atacar a la vegada des del nord i el sud del sortint, tallaren el sortint i atraparen 60 divisions soviètiques.
L'ofensiva alemanya en el sector nord va ser avortada quan van progressar molt poc a través de les defenses soviètiques, però en el sector sud hi va haver veritable perill de produir-se una penetració alemanya. Els soviètics van portar llavors les seves reserves per contenir l'empenta alemanya en el sector sud, i la consegüent Batalla de Kursk va arribar a ser la batalla de tancs més gran de la guerra, a prop de la ciutat de Prokhorovka. Els alemanys ja no tenien reserves de consideració, havien esgotat les seves forces cuirassades; no van poder respondre a la contraofensiva soviètica que els va llançar de tornada a les seves posicions de partida.
Els soviètics van capturar Jarkov després de la seva victòria a Kursk, i amb l'amenaça de les pluges de la tardor, Hitler va estar d'acord en una retirada general a la línia del Dnièper a l'agost. A la fi de setembre, els alemanys van trobar la línia del Dnièper impossible de sostenir quan van créixer els caps de pont soviètics. Ciutats importants del Dnièper van començar a caure, en fou la primera Zaporíjia, seguida per Dnipropetrovsk. A principis de novembre els soviètics van penetrar a través dels seus caps de pont a banda i banda de Kíiv i reconquistaren la capital ucraïnesa. El 1r front ucraïnès va atacar Korosten la nit de Nadal, i l'avanç soviètic va continuar al llarg de la línia del ferrocarril fins que es va assolir la frontera polonesosoviètica de 1939.
Els soviètics van llançar la seva ofensiva d'hivern el gener de 1944, al sector nord i van alliberar el brutal setge de Leningrad. Els alemanys van fer una retirada ordenada des de l'àrea de Leningrad a una línia més curta, basada en els llacs del sud. Per març els soviètics van colpejar Romania des d'Ucraïna. Les forces soviètiques van envoltar el 1r exèrcit Panzer, al nord del riu Nistru. Els alemanys van escapar de la bossa a l'abril, salvant a la majoria dels seus soldats però perdent el seu equip pesant. Durant l'abril, l'Exèrcit Roig va llançar una sèrie d'atacs a prop de la ciutat de Iaşi, Romania, amb l'objectiu de capturar el sector, estratègicament important, que esperaven fer servir de trampolí per a llançar-se cap a Romania per a una ofensiva d'estiu. Quan van llançar l'atac a través del bosc de Târgu Frumos, els soviètics van ser rebutjats pels alemanys i les forces romaneses, en defensar amb èxit les forces de l'Eix el sector en el mes d'abril.
Quan les tropes soviètiques es van acostar a Hongria, les alemanyes l'ocuparen el 20 de març. Hitler va pensar que el líder hongarès, l'almirall Miklós Horthy, ja no podia considerar-se un aliat fiable. Un altre dels aliats de l'Eix, Finlàndia, havia buscat una pau separada amb Stalin el febrer de 1944, però no van acceptar els termes inicials que els van oferir. El 9 de juny, la Unió Soviètica va començar la quarta ofensiva estratègica a l'Istme de Carèlia que, després de tres mesos, va forçar Finlàndia a acceptar un armistici.
Abans que els soviètics poguessin començar la seva ofensiva d'estiu cap a Belarús, havien de netejar la península de Crimea de forces de l'Eix. Restes del 17è exèrcit alemany del grup d'exèrcits sud i algunes forces romaneses havien estat aïllades i deixades enrere a la península quan els alemanys s'havien retirat d'Ucraïna. A principis de maig, el 3r front ucraïnès de l'Exèrcit Roig va atacar els alemanys i la consegüent batalla va ser una victòria completa per a les forces soviètiques, i va fracassar un barroer esforç d'evacuació a través del mar Negre per part dels alemanys.

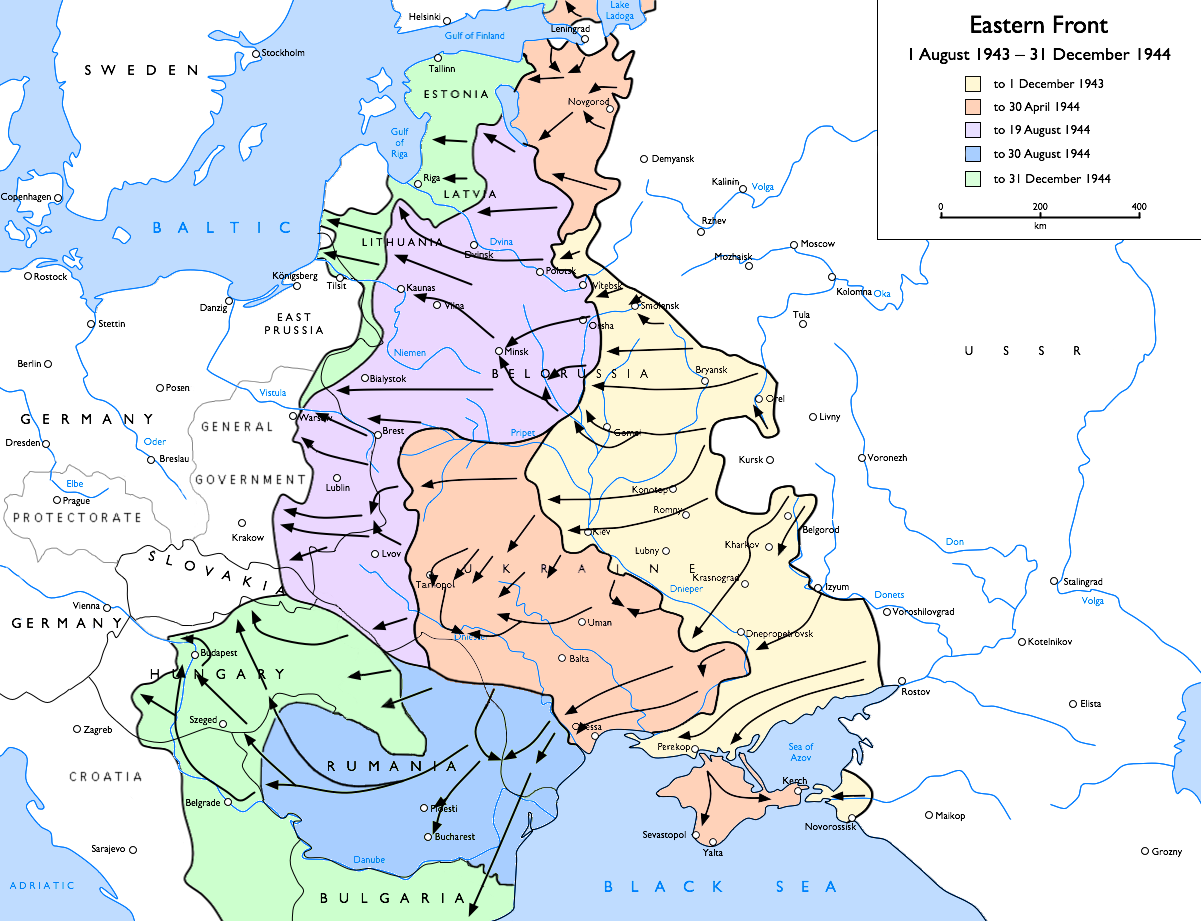
Avenços soviètics des de l'agost de 1943 a desembre de 1944

Amb Crimea "neta", la llargament esperada ofensiva soviètica d'estiu, de nom en codi operació Bagration, va començar el 22 de juny de 1944, amb 2,5 milions de soldats i 6.000 tancs. El seu objectiu era netejar Belarús de tropes alemanyes, i aixafar el grup d'exèrcit centre alemany que estava defensant aquest sector. L'ofensiva es va organitzar per coincidir amb els desembarcaments aliats a Normandia, però els retards van fer que l'ofensiva hagués de ser ajornada per algunes setmanes. La subsegüent batalla va resultar la destrucció del grup de l'exèrcit centre alemany, i provocà unes 800.000 baixes alemanyes, la derrota més gran de la Wehrmacht durant la guerra. Els soviètics van continuar imparables endavant, i arribaren a prop de Varsòvia el 31 de juliol.
La proximitat de l'Exèrcit Roig va fer que els polonesos de Varsòvia pensessin que serien alliberats aviat. L'1 d'agost, es van revoltar com a part de la més àmplia operació Tempest. Gairebé 40.000 lluitadors de la resistència polonesa van prendre el control de la ciutat. Els soviètics, però, no avançaren més. L'única ajuda que van rebre els polonesos va ser foc d'artilleria, quan unitats de l'exèrcit alemany, que es movien dins de la ciutat per fer callar la revolta, van rebre trets d'artilleria soviètica. La resistència va acabar el 2 d'octubre. Després unitats alemanyes van destruir la major part del que havia quedat de la ciutat.

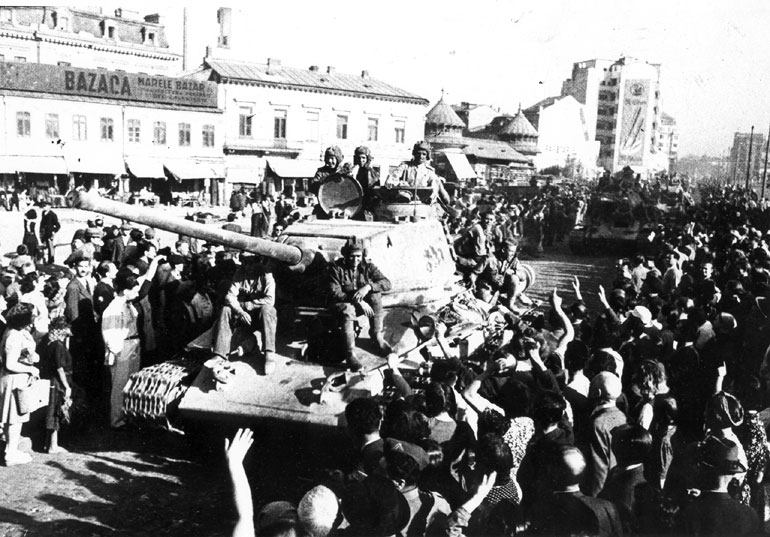
Ciutadans de Bucarest aclamant el nou aliat de Romania, l'Exèrcit Roig, el 31 d'agost de 1944

Després de la destrucció del grup de l'exèrcit centre alemany, els soviètics van atacar les forces alemanyes al sud a mitjan juliol de 1944, i en el termini d'un mes havien netejat Ucraïna de la presència alemanya, infligint greus pèrdues als alemanys. Una vegada que Ucraïna va ser netejada, les tropes soviètiques van colpejar Romania. El 2n i 3r fronts ucraïnesos de l'Exèrcit Roig es van embrancar amb el Heeresgruppe Südukraine alemany, que estava constituït per formacions alemanyes i romaneses, en una operació per ocupar Romania i destruir les formacions alemanyes en el sector. El resultat de la Batalla de Romania va ser una victòria completa per l'Exèrcit Roig, i va significar el pas de Romania des del camp de l'Eix cap al camp aliat. Bulgària es va rendir a l'Exèrcit Roig al setembre. Seguint els alemanys en retirada des de Romania, els soviètics van entrar a Hongria l'octubre de 1944, però el 6è exèrcit alemany va envoltar i va destruir tres cossos del grup Pliyev del mariscal Rodion Yakovlevich Malinovsky prop de Debrecen, a Hongria. Els soviètics havien esperat amb el seu ràpid assalt la captura de Budapest, però van ser rebutjats i Hongria romandria com a aliada d'Alemanya fins a la fi de la guerra a Europa. Aquesta batalla seria l'última victòria alemanya al front oriental.
Els soviètics es van recobrar de la seva derrota a Debrecen, i les columnes avançades de l'Exèrcit Roig van alliberar Belgrad a la fi de desembre i van arribar a Budapest el 29 de desembre de 1944, envoltant la ciutat i atrapant unes 188.000 tropes de l'Eix, incloent-hi moltes Waffen-SS alemanyes. Els alemanys van aguantar fins al 13 de febrer de 1945, i el setge va esdevenir un dels més sagnants de la guerra. Mentrestant el 1r, 2n i 3r fronts del Bàltic de l'Exèrcit Roig van entaular combat amb les restes del grup de l'exèrcit centre i del grup d'exèrcit nord per capturar la regió bàltica de mans alemanyes a l'octubre de 1944. El resultat de la consegüent sèrie de batalles va ser la pèrdua permanent de contacte entre els grups d'exèrcit nord i centre, i la creació de la bossa de Courland a Letònia, on els exèrcits alemanys 16è i 18è van ser atrapats, amb un total d'uns 250.000 soldats, on romandrien fins al final de la guerra.

#### Guerra del Pacífic
L'expansió japonesa pel sud-est asiàtic va durar fins a mitjan 1942 i es va estendre a llocs tan allunyats entre si com Birmània, les Illes Salomó i les Illes Aleutianes. A Nova Guinea, l'objectiu dels japonesos era conquerir Port Moresby per després poder atacar Austràlia. Tanmateix, els plans japonesos es van veure frustrats, primer en la Batalla del mar del Corall (4-8 de maig), on una flota nord-americana els va impedir desembarcar tropes a l'illa, i després a la pista de Kokoda, on durant els mesos d'agost i setembre japonesos, americans i australians es van enfrontar enmig de la jungla. Després d'aconseguir arribar a només 50 km de Port Moresby, la falta de reforços i de material va obligar els japonesos a retrocedir i a abandonar definitivament els seus plans. Després de la Batalla del mar del Corall van ser frenats pels aliats en les batalles de Midway, Nova Guinea i Guadalcanal.
L'illa de Guadalcanal, a l'arxipèlag de les Illes Salomó, estava ocupada pels japonesos des del juliol de 1942. Els americans hi van desembarcar el 7 d'agost. A partir de llavors, Guadalcanal i les seves aigües es van convertir en el centre de nombrosos combats terrestres, navals i aeris. Els japonesos no van poder resistir el ritme de baixes i el gener de 1943 es va ordenar l'evacuació de l'illa. Després d'aquestes derrotes, els japonesos van perdre totalment la iniciativa i es van limitar a defensar els territoris ja ocupats.

### 1943: El tomb de la guerra

#### Campanya del nord d'Àfrica
A principis de 1943, de forma una mica inesperada, quan els alemanys van atacar les encara inexpertes forces americanes que s'havien endinsat a Tunísia, van aconseguir algunes petites victòries que els van encoratjar a realitzar atacs més importants com el de la batalla del pas de Kasserine (19-25 de febrer de 1943). Tanmateix, finalment, la superioritat numèrica, de recursos i de subministraments dels aliats es va acabar imposant i, el 13 de maig de 1943, les últimes forces de l'Eix a Tunísia (250.000 soldats alemanys i italians) van acabar rendint-se als aliats. Així van acabar gairebé 3 anys de guerra a l'Àfrica.

#### Campanya d'Itàlia

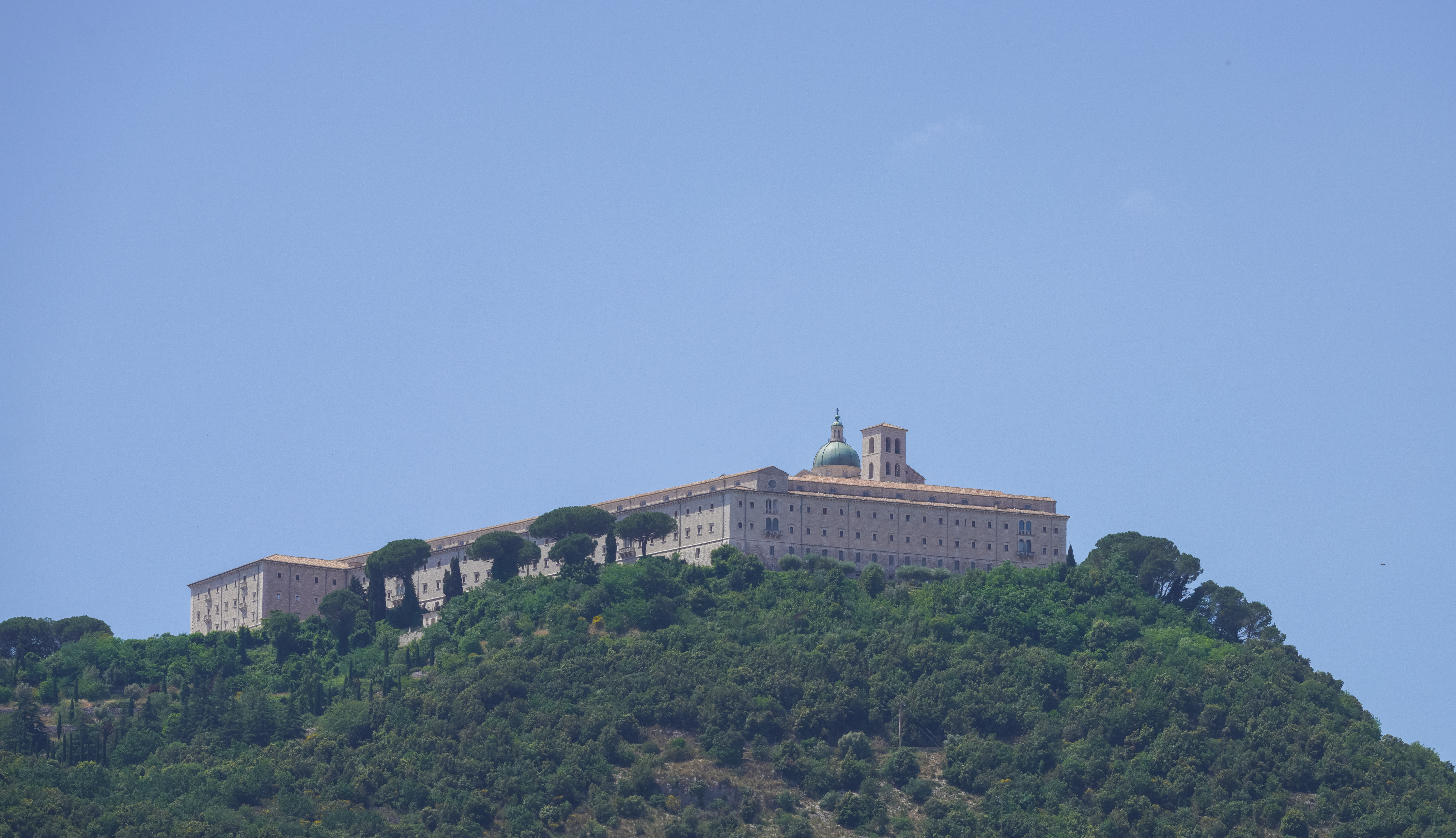
L'abadia de Montecassino i les valls i muntanyes que la rodegen es trobaven al bell mig de la línia Gustav i van ser un dels escenaris principals de la guerra a Itàlia. L'abadia va ser totalment destruïda pels bombardeigs aliats durant la guerra però va ser reconstruïda després

Finalitzada la campanya del nord d'Àfrica, els aliats van decidir que el següent pas seria la invasió d'Itàlia, començant per Sicília. El 10 de juliol de 1943, les tropes britàniques i nord-americanes van desembarcar al sud-est de l'illa i van poder ocupar-la en poc més d'un mes. La invasió aliada de territori italià va provocar que, el 24 de juliol, el rei d'Itàlia Víctor Manuel III ordenés la detenció de Mussolini i nomenés el mariscal Badoglio nou president del país. El nou govern italià va iniciar de seguida converses de pau amb els aliats que van culminar el 3 de setembre, quan Itàlia va signar la rendició. Les negociacions i la rendició es van mantenir en secret per no alertar Hitler.
El mateix dia 3, les forces aliades van creuar l'estret de Messina i, sense trobar gaire resistència, van començar a avançar per la península de Calàbria. Tanmateix, la força principal aliada va desembarcar a prop de Salern el 9 de setembre. Aleshores, Hitler va descobrir la traïció dels italians i va ordenar l'ocupació d'Itàlia i el desarmament de l'exèrcit italià. Com a conseqüència, les forces aliades van haver de lluitar durament per poder sortir de les platges de Salern. Mentrestant, paracaigudistes alemanys van alliberar Mussolini i Hitler el va posar al capdavant del nou Estat feixista del nord d'Itàlia, amb capital a Milà. Al mateix temps que es retiraven lentament del sud d'Itàlia, els alemanys van organitzar una poderosa línia de defensa (la línia Gustav) a l'altura de la ciutat de Cassino, uns 100 km al sud-est de Roma. La línia Gustav va retenir els aliats des del desembre de 1943 fins al maig de 1944.

#### Front oriental
Les últimes tropes alemanyes a Stalingrad es van rendir el 2 de febrer de 1943. Dels 300.000 soldats que formaven el 6è exèrcit, només 96.000 van sobreviure i foren capturats pels soviètics. Aquest va ser un dels grans punts d'inflexió en l'escenari europeu de la Segona Guerra Mundial.
A principis de 1943, els soviètics van iniciar una nova ofensiva. La ciutat de Khàrkiv va canviar de mans un parell de vegades, però no es van produir grans canvis en la situació de la guerra. Tanmateix, els successius avanços i retrocessos del front en els últims mesos havien deixat un sortint de les forces soviètiques al voltant de la ciutat de Kursk. Hitler va voler recuperar la iniciativa de la guerra organitzant una gran ofensiva en aquesta zona per al juliol de 1943: l'operació Citadel. Durant el seu transcurs, el 12 de juliol, es va produir la batalla de Prokhorovka, considerada la batalla més gran de carros blindats de la història, amb més de mil tancs involucrats. Tanmateix, per als alemanys va ser una completa derrota on no es va aconseguir cap dels objectius fixats. A partir d'aquesta batalla, i fins al final de la guerra, els alemanys ja no van organitzar cap més operació d'importància en el front oriental, limitant-se a retrocedir a mesura que els soviètics avançaven.

#### Guerra del Pacífic
Després d'haver aturat l'expansió japonesa pel Pacífic, els aliats van passar a l'atac. A la fi de juny de 1943, va començar una campanya per aïllar la important base japonesa de Rabaul a l'illa de Nova Bretanya. Es van atacar simultàniament les bases japoneses a Nova Guinea, seguint la costa nord de l'illa en direcció nord-oest i es van realitzar atacs amfibis a les Illes Salomó. La bona marxa de l'operació va permetre que a la fi de 1943 tropes nord-americanes desembarquessin a la mateixa illa de Nova Bretanya. Pel mateix temps, però a milers de quilòmetres d'allí, els americans van expulsar els japonesos dels atols de Tarawa i Makin, a les Illes Gilbert.

### 1944: El principi del final

#### Campanya d'Itàlia
Un desembarcament aliat a Anzio, darrere les línies alemanyes, i successius atacs a la línia Gustav van permetre als aliats desbordar els defensors alemanys que van veure's forçats a retirar-se, deixant el camí lliure cap a Roma, que va ser alliberada el 4 de juny de 1944. Tanmateix, els aliats no van aconseguir evitar que les forces alemanyes en retirada escapessin cap al nord. Al llarg de la serralada dels Apenins, al nord i a l'est de Florència, els alemanys van preparar una altra línia de defensa (la línia Gòtica) que va esdevenir un altre dur obstacle per als aliats. Amb gran esforç, els aliats van capturar els passos de muntanya i van començar a baixar cap a la plana del Po, però la falta d'efectius (destinats a la conquesta de França) i l'arribada de l'hivern van deixar els aliats aturats al sud de Bolonya.

#### Front occidental

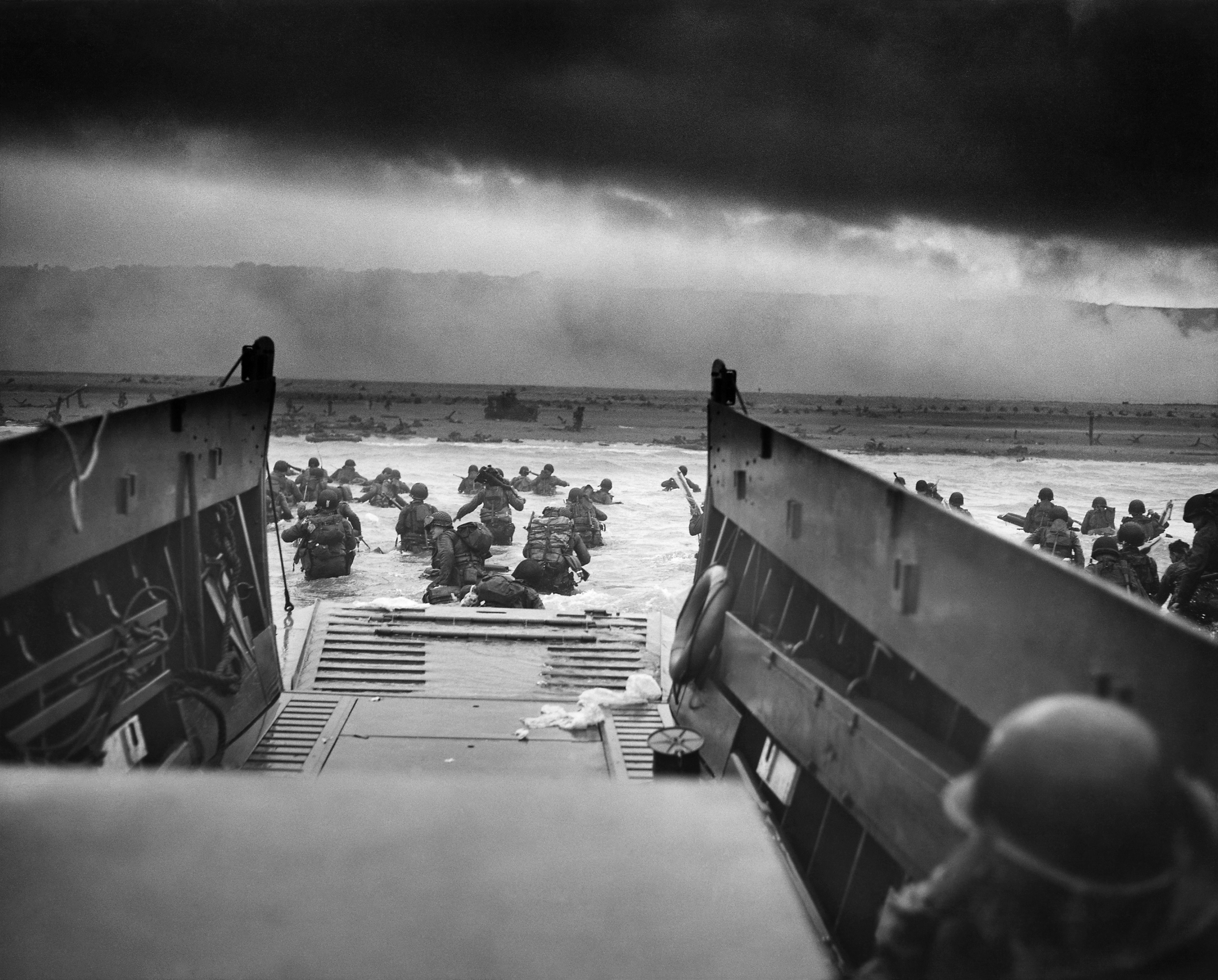
Soldats americans desembarcant a les platges de Normandia, 6 de juny de 1944

Per intentar alleujar la pressió alemanya sobre el front oriental i accelerar la fi de la guerra, el 6 de juny de 1944 (anomenat el Dia D) els aliats van obrir un nou front a Europa realitzant un desembarcament massiu de tropes a les costes de Normandia, amb l'objectiu prioritari d'alliberar França. Aquesta invasió, de nom en clau operació Overlord, va ser i continua sent el desembarcament de tropes més gran de la història, involucrà gairebé 3 milions de soldats. A pesar que en algunes de les platges el nombre de baixes aliades va ser important, el desembarcament va ser un èxit. Durant prop de dos mesos, però, la resistència alemanya a Normandia va ser ferma i el trencament definitiu del front no va arribar fins a la fi de juliol. Un cop els aliats van poder sortir de Normandia, la conquesta de França va ser ràpida; en quinze dies van avançar 1.000 km. El 15 d'agost un altre desembarcament aliat a la costa Blava va accelerar la retirada alemanya. El 25 d'agost, els aliats van entrar a París i a mitjan setembre la major part de França i de Bèlgica ja havien estat alliberades.
El desembre de 1944 els aliats van llançar l'operació Horta, un pla arriscat que tenia com a objectiu accelerar l'arribada de l'exèrcit aliat al Rin, l'últim gran obstacle natural per a l'ocupació aliada d'Alemanya. Consistia en el llançament d'un gran nombre de paracaigudistes sobre diverses ciutats neerlandeses per prendre per sorpresa el control dels ponts sobre rius i canals seguint una línia que anava des del sud dels Països Baixos fins al Rin. Seguidament, un avanç aliat al llarg d'aquesta línia havia de connectar els ponts. L'operació va ser un fracàs relatiu, ja que, malgrat que la majoria de ponts es van poder capturar intactes, l'últim i crucial pont sobre el Rin a Arnhem no va poder ser capturat.
El setembre de 1944, els alemanys van realitzar un fort contraatac al front occidental anomenat Batalla de les Ardenes. Va tenir lloc a la regió de les Ardenes, precisament allà on els alemanys havien tingut tant d'èxit durant la primavera de 1940. Inicialment, l'atac va agafar els aliats per sorpresa, però, a banda de reconquerir algunes viles belgues, l'avanç alemany va perdre embranzida ràpidament. A la fi de gener de 1945, tot el territori guanyat pels alemanys durant l'operació ja havia estat recuperat.

#### Front oriental
Entre el setembre de 1943 i el maig de 1944, els soviètics van efectuar un ràpid avanç en el sector meridional del front recuperant la totalitat d'Ucraïna fins a la frontera amb Romania i Polònia. Al llarg del 1944, els successius atacs als sectors nord, centre i sud del front van donar continuïtat al cada vegada més ràpid avanç en direcció a Alemanya.
En el sector nord, els soviètics van aixecar completament el setge de Leningrad i van continuar avançant cap a Estònia i Letònia. També van aconseguir recuperar tot el territori que els finlandesos havien capturat durant l'ofensiva de 1941, forçant la rendició de Finlàndia el 4 de setembre de 1944. En el sector centre, l'operació Bagration va aniquilar completament el grup d'exèrcits alemanys i va permetre als soviètics avançar uns 600 km a través de Belarús i entrar a Lituània, Polònia i Hongria. En el sector sud, la defensa de l'exèrcit romanès es va enfonsar i el rei Carles II de Romania va aprofitar l'oportunitat per a demanar un armistici amb els russos. Els alemanys van respondre intentant assassinar el rei, cosa que no va agradar gens als romanesos, que van unir-se als aliats declarant la guerra a Alemanya. Els alemanys es van veure obligats a retirar-se del país. Al cap d'una setmana, Bulgària va passar-se també al bàndol aliat. Els soviètics van continuar avançant cap a Iugoslàvia; arribaren a Belgrad el 15 d'octubre. Amb tot això, els alemanys es van veure forçats a retirar-se de Grècia per no quedar tallats.
Durant el 1944, un fet destacable va ser la rebel·lió de Varsòvia contra l'ocupació alemanya. La revolta va començar el dia 1 d'agost. Els polonesos esperaven poder resistir uns pocs dies fins que l'Exèrcit Roig arribés a la ciutat. Tanmateix, això no entrava dins dels plans de Stalin, que volia que després del seu alliberament, Polònia quedés sota un nou govern comunista. Per contra, els revoltats eren lleials al govern polonès a l'exili. L'avanç soviètic va ser aturat a les portes de Varsòvia. Mentrestant, els alemanys van enviar noves forces per reprendre el control de la ciutat i el 2 d'octubre els últims revoltats van haver de rendir-se.

#### Campanya de Birmània
El 8 de març de 1944 els japonesos van intentar una invasió parcial de l'Índia, llavors colònia britànica, des de les seves posicions avançades a Birmània. L'atac japonès va aconseguir assetjar la ciutat d'Imphal i tallar les comunicacions amb la propera ciutat de Kohima. Tanmateix, després d'uns mesos de dura batalla sense més avanços, l'exèrcit japonès es va quedar sense subministraments i va haver de retirar-se. Els japonesos van patir vora 55.000 baixes, la pitjor derrota de la seva història.

#### Guerra del Pacífic
L'avanç de l'exèrcit dels Estats Units pel Pacífic va continuar amb la conquesta de les Illes Marshall el febrer de 1944. Molt més important va ser la conquesta de les Illes Mariannes (juny-agost), i especialment l'illa de Saipan, ja que la possessió d'aquesta illa va permetre als americans establir bases aèries avançades des d'on bombardejar el mateix territori japonès. La reacció japonesa a l'ocupació de Saipan va ser la Batalla del mar de les Filipines (19-20 de juny). L'armada japonesa va utilitzar tots els portaavions que li quedaven i un gran nombre d'avions per a expulsar els americans de les Mariannes, però la batalla se'ls va girar en contra i van patir una dolorosa derrota de la qual ja no es podrien recuperar. El pas següent dels americans va ser la invasió de les Filipines, que va començar el 20 d'octubre amb la invasió de l'illa de Leyte i que va anar seguida de la batalla del golf de Leyte, en què els japonesos van utilitzar atacs kamikazes per primera vegada.

### 1945: La fi de la guerra

#### Campanya d'Itàlia
L'ofensiva final aliada, que va començar el 9 d'abril de 1945, va aconseguir trencar completament el front alemany i ocupar tota la plana del Po. Els alemanys es van retirar cap als Alps, però llavors la guerra ja arribava a la fi. El 28 d'abril, Mussolini i la seva amant Clara Petacci van fugir de Milà per intentar buscar refugi a Suïssa, però pel camí van ser capturats per partisans italians que els van afusellar i van penjar els seus cadàvers a la plaça de Milà. L'exèrcit alemany a Itàlia es va rendir el 2 de maig de 1945.

#### Front occidental
Durant els mesos de febrer i març de 1945 els aliats van aconseguir avançar fins al Rin en un ampli front, des dels Països Baixos fins a la frontera suïssa. Arribats al Rin, va ser crucial la captura del pont de Remagen (Alemanya), que va permetre establir un cap de pont a la riba oposada. Durant l'abril, la defensa alemanya es va esfondrar i tot el territori entre el Rin i l'Elba, des del mar del Nord fins als Alps, va ser capturat pels aliats. El comandant suprem de les forces aliades a Europa, el general Dwight D. Eisenhower, va decidir unilateralment deixar la captura de Berlín als soviètics. Per aquest motiu, els exèrcits aliats van aturar el seu avanç a l'Elba, on el 25 d'abril van connectar amb l'exèrcit soviètic. Les tropes aliades també van entrar a Àustria i a la República Txeca on també es van trobar amb els soviètics.

#### Front oriental

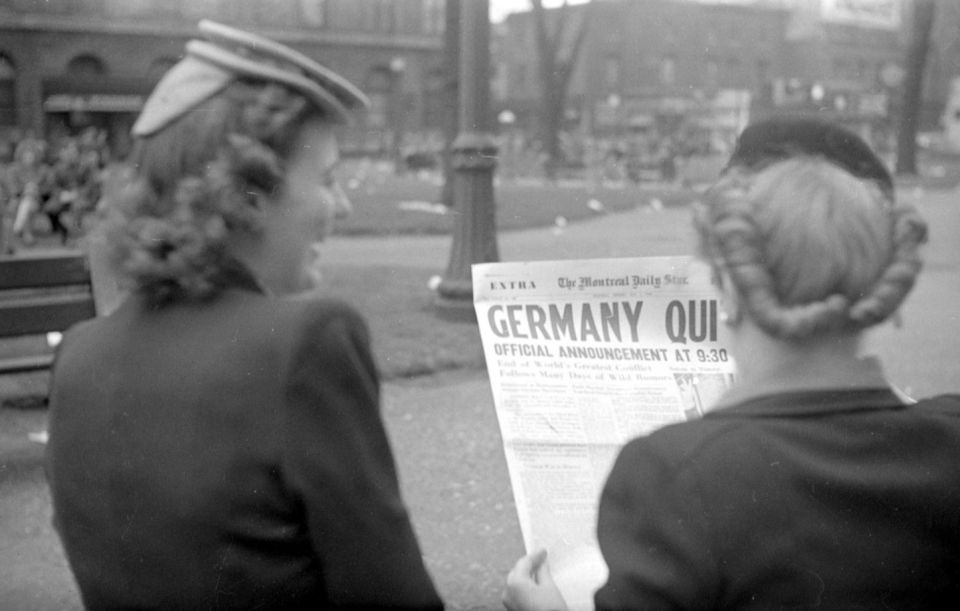
Montreal Daily Star: "Germany Quit", 7 de maig de 1945

Després d'estar uns quants mesos aturats al Vístula, el 12 de gener de 1945 l'exèrcit soviètic va rellançar l'ofensiva per conquerir Polònia. En poques hores, el front alemany es va esfondrar completament i els soviètics van poder avançar de forma sorprenentment ràpida. Prússia oriental va ser ocupada i milions dels seus habitants, d'ètnia i cultura alemanyes, van fugir per mar cap a Alemanya, escapant de les represàlies soviètiques. El dia 19, l'Exèrcit Roig va travessar la frontera germanopolonesa anterior a l'inici de la guerra i a la fi de mes va arribar a l'Oder, a només 70 km de Berlín. Allà es va aturar per reagrupar-se.
Mentrestant, a la resta del front oriental, els soviètics avançaven a tot arreu. A Hongria, Budapest va ser capturada el 13 de febrer, després d'un llarg setge. Des d'aquí, van continuar cap a Àustria, on van entrar el 30 de març, ocuparen Viena el 13 d'abril. Simultàniament, estaven avançant a través d'Eslovàquia en direcció a la República Txeca.
El 16 d'abril va començar l'atac final a Berlín. L'exèrcit soviètic, apostat al llarg de l'Oder, va avançar des del nord, l'est i el sud encerclant la ciutat. La defensa alemanya estava formada en part per civils, molts adolescents. Barri a barri i carrer a carrer, els soviètics van anar prenent el control de la ciutat. Hitler va refusar fugir i es va recloure en el seu búnquer, juntament amb alguns dels seus generals. El 30 d'abril, amb l'exèrcit soviètic ja només a uns quants carrers de distància, Hitler es va suïcidar. La ciutat de Berlín es va rendir el 2 de maig.
El successor de Hitler va ser l'almirall Karl Dönitz. Aquest va donar la seva autorització al general Alfred Jodl per signar la rendició incondicional d'Alemanya. La històrica reunió es va resoldre a les 02.41 CET del dilluns 7 de maig de 1945 en una aula d'una escola de Reims, on el quarter general suprem aliat de la força expedicionària (SHAEF) tenia instal·lada la seva seu. Els signataris van ser l'esmentat Jodl per part alemanya, Walter Bedell Smith per part angloamericana, Ivan Susloparov per part soviètica, i François Sevez per part francesa. L'hora assignada per al cessament total de les hostilitats quedava establerta a les 23.01 CET de l'endemà dia 8, moment que significaria el final de la guerra a Europa.

#### Campanya de Birmània
A la fi de 1944, els britànics, amb el suport de l'exèrcit xinès, van iniciar la reconquesta de Birmània. Des de l'Índia i des de les zones no ocupades al nord-oest del país, l'atac principal es va concentrar en la captura de Mandalay (20 de març de 1945). Des d'aquí va començar la cursa cap a Yangon, la capital del país, que va ser capturada el 2 de maig mitjançant un atac amfibi. Això va posar punt final a l'ocupació japonesa de Birmània.

#### Guerra del Pacífic

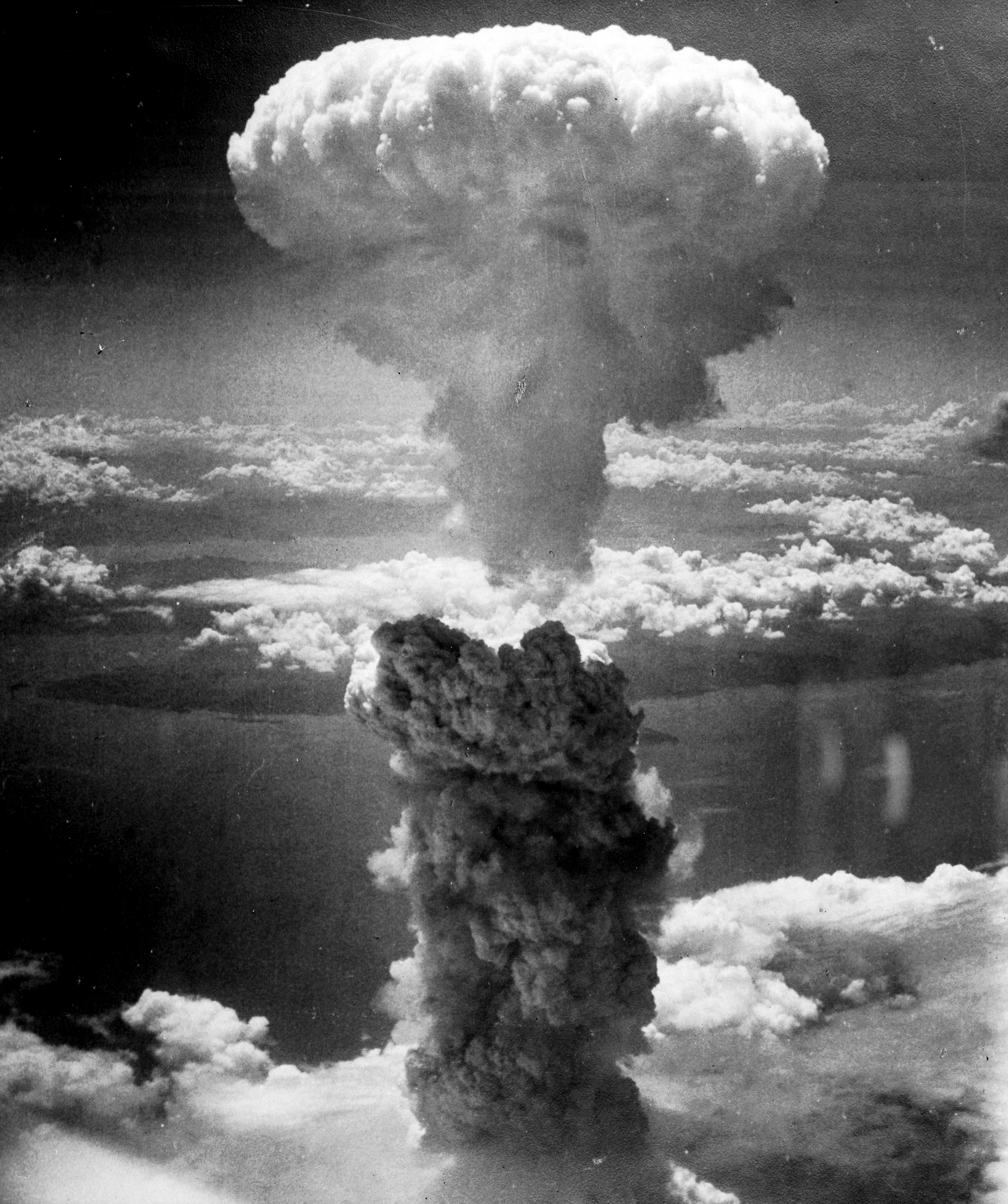
Durant el mes d'agost de 1945, el bolet atòmic de l'explosió nuclear sobre la ciutat japonesa de Nagasaki es va elevar a una altitud de 18.000 metres. Aquest atac va precipitar la rendició del Japó i la fi de la guerra

Al gener, els americans van desembarcar a Luzón, l'illa més gran de les Filipines. Manila, la capital, va ser capturada el 3 de març. La conquesta completa de les Filipines no va acabar fins al juliol, però mentrestant els americans ja es van concentrar en el seu pròxim objectiu, l'illa d'Iwo Jima (19 de febrer-26 de març). La importància d'aquesta illa radicava en el fet que, des d'allí, els avions caces americans podien donar protecció als B-29 que bombardejaven les ciutats japoneses. Tanmateix, aquesta illa ja es considerava territori japonès i la defensa japonesa va ser especialment acarnissada contra els marines americans. La següent illa envaïda va ser Okinawa (1 d'abril-21 de juny), on el nombre de baixes americanes va ser igualment gran.
Tot i que encara quedaven moltes bosses de resistència japonesa escampades pel Pacífic i el sud-est asiàtic, l'alt comandament nord-americà ja tenia planejada la invasió del Japó, prevista per al mes de novembre. Tanmateix, la dura resistència japonesa a Iwo Jima i a Okinawa feien presagiar una campanya molt dura per als americans.

#### Bombardeigs d'Hiroshima i Nagasaki i rendició del Japó
El mes de juliol de 1945, el projecte Manhattan va finalitzar la construcció de la primera bomba atòmica. El president dels Estats Units, Harry S. Truman, va justificar la utilització d'aquesta nova arma per obligar el Japó a rendir-se immediatament. El 6 d'agost de 1945, la primera bomba atòmica amb finalitats bèl·liques va explotar sobre la ciutat japonesa d'Hiroshima; la va destruir per complet i va provocar uns 75.000 morts i un nombre encara més gran de ferits. Com que el govern japonès no es va rendir immediatament, el 9 d'agost una altra bomba va ser llançada sobre Nagasaki, que provocà una mortaldat i una destrucció semblants.
El 8 d'agost, exactament tres mesos després de la fi de la guerra a Europa i complint el pacte acordat amb els aliats en la conferència de Jalta, la Unió Soviètica va declarar la guerra al Japó i va envair Manxúria.
El 15 d'agost, l'emperador del Japó Hirohito va prendre la decisió d'anunciar per ràdio la rendició del país, tot i que una part del govern japonès estava decidit a continuar lluitant. La rendició oficial del Japó es va signar el 2 de setembre. Això va significar el final de la Segona Guerra Mundial, tot i que algunes unitats japoneses aïllades van continuar lluitant algunes setmanes més.

## Conseqüències

### Econòmiques
Al final de la guerra, milions de persones s'havien quedat sense casa, l'economia europea s'havia ensorrat i el 70% de la infraestructura industrial europea estava destruïda. El 1947, el secretari d'estat dels Estats Units George Marshall va establir un pla, conegut com el Pla Marshall, per a la recuperació econòmica europea. Aquest pla preveia que els EUA destinessin bilions de dòlars per a la reconstrucció d'Europa. Els països ocupats per la Unió Soviètica no van beneficiar-se d'aquest pla.
Alemanya i els altres països de l'Eix van haver de compensar econòmicament els països aliats.

### Guerra freda
El final de la Segona Guerra Mundial va marcar la fi de la posició del Regne Unit com a superpotència global i l'emergència dels Estats Units i la Unió Soviètica com a poders dominants en el món. Les friccions entre aquestes dues superpotències van anar augmentant i van portar a l'esclat de la guerra freda.

### Emigracions forçades
A la zona de la Silèsia i la Pomerania hi va haver l'emigració a l'estiu del 1945 d'uns 5 milions d'alemanys. Els polonesos es van dedicar a seguir i perseguir els alemanys. En dos anys a la zona de Wroclaw (Polònia) hi va haver 150.000 alemanys obligats a marxar, aquests van ser substituïts per polonesos.
Un altre exemple el trobem a Txecoslovàquia, on els alemanys representaven el 22,5% del país.

### Noves fronteres

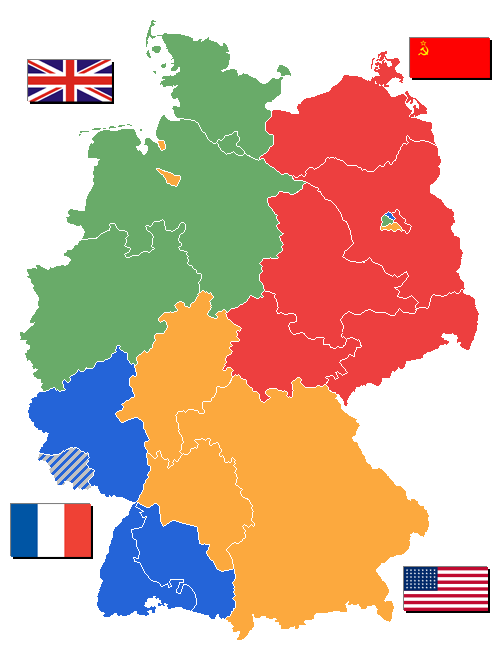
Zones d'ocupació a Alemanya el 1946, després que el territori de l'est ja hagués estat annexat a Polònia. La regió ratllada és el Saarland que no passaria a ser protectorat francès fins al 1947

Els estats vencedors van establir les noves fronteres dels estats derrotats. Això va tenir com a resultat que milions de persones es van trobar de cop en territori hostil i van haver d'abandonar les seves cases. El principal beneficiat va ser la Unió Soviètica, que va guanyar territori a costa d'Alemanya, Finlàndia, Polònia i el Japó. Polònia va ser compensada i rebé la major part del territori alemany a l'est de la línia Oder-Neisse, incloent-hi les regions industrials de Silèsia.
Alemanya va ser dividida en quatre zones d'ocupació, cada una controlada per un d'aquests estats: els Estats Units, el Regne Unit, França i la Unió Soviètica. A mesura que les relacions entre els estats vencedors es van anar deteriorant, les línies de demarcació entre les zones d'ocupació van esdevenir fronteres estatals. Les zones americana, britànica i francesa es van unir el 1949 per crear l'República Federal d'Alemanya i la zona soviètica va convertir-se en la República Democràtica d'Alemanya.
La Prússia oriental va desaparèixer, dividida entre la Unió Soviètica, Polònia i Lituània. Àustria va ser separada d'Alemanya per tornar a esdevenir un estat independent, tal com era abans de l'Anschluss de 1938. La República Txeca i Eslovàquia van tornar a ser unides i es va crear altra vegada l'estat de Txecoslovàquia i la regió dels Sudets hi va ser incorporada. La regió del Saarland va esdevenir temporalment un protectorat de França, però després va retornar a Alemanya. Corea, que va ser dividida en dos al llarg del paral·lel 38 per soviètics i americans, va acabar esdevenint dos estats diferents, Corea del Nord i Corea del Sud.
A les àrees ocupades pels aliats occidentals, els governs existents abans de l'inici de la guerra van ser restablerts o es van crear nous governs democràtics; a les àrees ocupades per la Unió Soviètica, incloent-hi territoris d'anteriors aliats com Polònia, s'hi van crear estats comunistes satèl·lits de la Unió Soviètica.

### Nacions Unides
Com que la Societat de Nacions havia fracassat en la seva tasca de prevenir la guerra, el 1945 es va crear un nou organisme internacional anomenat les Nacions Unides. A diferència del seu predecessor, les Nacions Unides han pres un paper més actiu en el món, lluitant contra epidèmies i proveint ajuda humanitària a les nacions en problemes. Les Nacions Unides també van servir com a front diplomàtic durant la guerra freda. També van ser responsables de la creació del modern estat d'Israel, en part com a resposta a l'Holocaust.